# Spanje op de Olympische Zomerspelen 2024
Spanje nam deel aan de Olympische Zomerspelen 2024 in Parijs, Frankrijk.

## Medailleoverzicht
| Medaille | Naam | Sport            | Onderdeel                    | Datum           |
| -------- | --- | ---------------- | ---------------------------- | --------------- |
| Goud     | Diego Botín Florián Trittel | Zeilen           | 49er (m)                     | 2 augustus      |
| Goud     | Álvaro Martín María Pérez | Atletiek         | marathon snelwandelen (x)    | 7 augustus      |
| Goud     | Voetbalelftal -23 Álex Baena Pablo Barrios Adrián Bernabé Sergio Camello Pau Cubarsí Eric García Joan García Sergio Gómez Miguel Gutiérrez Alejandro Iturbe Diego López Fermín López Juan Miranda Cristhian Mosquera Samu Omorodion Aimar Oroz Jon Pacheco Marc Pubill Abel Ruiz Juanlu Sánchez Arnau Tenas Beñat Turrientes | Voetbal          | mannen                       | 9 augustus      |
| Goud     | Jordan Díaz | Atletiek         | hinkstapspringen (m)         | 9 augustus 2024 |
| Goud     | Waterpoloteam Paula Camus Paula Crespí Anni Espar Laura Ester Judith Forca Maica García Paula Leitón Beatriz Ortiz Pili Peña Nona Pérez Isabel Piralkova Elena Ruiz Martina Terré | Waterpolo        | Waterpolo (v)                | 10 augustus     |
|          | |                  |                              |                 |
| Zilver   | María Pérez | Atletiek         | 20km snelwandelen (v)        | 1 augustus      |
| Zilver   | Carlos Alcaraz | Tennis           | enkelspel (m)                | 4 augustus      |
| Zilver   | Gracia Alonso de Armiño Juana Camilión Vega Gimeno Sandra Ygueravide | Basketbal        | 3x3 (v)                      | 5 augustus      |
| Zilver   | Ayoub Ghadfa | Boksen           | Superzwaargewicht +92 kg (m) | 10 augustus     |
|          | |                  |                              |                 |
| Brons    | Francisco Garrigós | Judo             | Extra licht -60 kg (m)       | 27 juli         |
| Brons    | Álvaro Martín | Atletiek         | 20 km snelwandelen (m)       | 1 augustus      |
| Brons    | Pau Echaniz | Kanovaren        | K-1 slalom (m)               | 1 augustus      |
| Brons    | Cristina Bucșa Sara Sorribes | Tennis           | Dubbelspel (v)               | 4 augustus      |
| Brons    | Enmanuel Reyes | Boksen           | Zwaargewicht -92 kg (m)      | 4 augustus      |
| Brons    | Synchroonzwemteam Meritxell Ferré Marina García Polo Lilou Lluis Meritxell Mas Alisa Ozhogina Paula Ramírez Iris Tió Blanca Toledano | Synchroonzwemmen | team (x)                     | 7 augustus      |
| Brons    | Diego Domínguez Joan Antoni Moreno | Kanovaren        | C-1 500m (m)                 | 8 augustus      |
| Brons    | Carlos Arévalo Saúl Craviotto Rodrigo Germade Marcus Walz | Kanovaren        | K-4 500m (m)                 | 8 augustus      |
| Brons    | handbalteam Agustín Casado Rodrigo Corrales Alex Dujshebaev Daniel Dujshebaev Daniel Fernández Adrià Figueras Imanol Garciandia Aleix Gómez Jorge Maqueda Kauldi Odriozola Gonzalo Pérez de Vargas Javier Rodríguez Miguel Sánchez-Migallón Abel Serdio Ian Tarrafeta                                                        | Handbal          | Handbal (m)                  | 11 augustus     |

## Aantal Deelnemers
Hieronder volgt een overzicht van de atleten die deelnamen aan de Olympische Zomerspelen van 2024.
| Sport            | Mannen | Vrouwen | Totaal |
| ---------------- | ------ | ------- | ------ |
| Atletiek         | 26     | 32      | 58     |
| Badminton        | 1      | 1       | 2      |
| Basketbal        | 12     | 16      | 28     |
| Boksen           | 5      | 1       | 6      |
| Boogschieten     | 1      | 1       | 2      |
| Golf             | 2      | 2       | 4      |
| Gymnastiek       | 6      | 11      | 17     |
| Handbal          | 14     | 14      | 28     |
| Hockey           | 16     | 16      | 32     |
| Judo             | 5      | 4       | 9      |
| Kanovaren        | 12     | 9       | 21     |
| Klimsport        | 1      | 1       | 2      |
| Moderne vijfkamp | 0      | 1       | 1      |
| Paardensport     | 8      | 0       | 8      |
| Roeien           | 6      | 3       | 9      |
| Schermen         | 1      | 1       | 2      |
| Schietsport      | 2      | 2       | 4      |
| Schoonspringen   | 2      | 2       | 4      |
| Skateboarden     | 2      | 4       | 6      |
| Surfen           | 1      | 2       | 3      |
| Synchroonzwemmen | 0      | 8       | 8      |
| Taekwondo        | 2      | 2       | 4      |
| Tafeltennis      | 1      | 1       | 2      |
| Tennis           | 6      | 2       | 8      |
| Triatlon         | 3      | 2       | 5      |
| Voetbal          | 18     | 18      | 36     |
| Volleybal        | 2      | 4       | 6      |
| Waterpolo        | 13     | 13      | 26     |
| Wielersport      | 7      | 2       | 9      |
| Zeilen           | 6      | 7       | 13     |
| Zwemmen          | 9      | 11      | 20     |
| Totaal           | 190    | 193     | 383    |

Er waren nog eens 23 reserveatleten ingeschreven voor de disciplines artistiek zwemmen, atletiek, paardensport, hockey, voetbal en handbal.

## Deelnemers en Resultaten

### Atletiek

#### Loopnummers
Mannen
| atleet                                                      | onderdeel           | series  | series | herkansingen | herkansingen | halve finale   | halve finale   | finale         | finale         |
| atleet                                                      | onderdeel           | tijd    | rang   | tijd         | rang         | tijd           | rang           | tijd           | rang           |
| ----------------------------------------------------------- | ------------------- | ------- | ------ | ------------ | ------------ | -------------- | -------------- | -------------- | -------------- |
| Mohamed Attaoui                                             | 800 m               | 1.44,81 | 1 Q    | bye          | bye          | 1.43,69        | 4 q            | 1.42,08        | 5              |
| Adrián Ben                                                  | 800 m               | 1.45,03 | 4 H    | 1.45,37      | 2            | niet geplaatst | niet geplaatst | niet geplaatst | niet geplaatst |
| Josué Canales                                               | 800 m               | 1.46,48 | 5 H    | 1.44,65      | 4            | niet geplaatst | niet geplaatst | niet geplaatst | niet geplaatst |
| Ignacio Fontes                                              | 1500 m              | 3.37,50 | 7 H    | 3.35,04      | 8            | niet geplaatst | niet geplaatst | niet geplaatst | niet geplaatst |
| Mario García                                                | 1500 m              | 3.37,90 | 10 H   | 3.37,01      | 11           | niet geplaatst | niet geplaatst | niet geplaatst | niet geplaatst |
| Adel Mechaal                                                | 1500 m              | 3.35,81 | 9 H    | 3.42,79      | 14           | niet geplaatst | niet geplaatst |                |                |
| Adel Mechaal                                                | 5000 m              | DNS     | DNS    | n.v.t.       | n.v.t.       | n.v.t.         | n.v.t.         | niet geplaatst | niet geplaatst |
| Thierry Ndikumwenayo                                        | 5000 m              | DNF qR  | DNF qR | n.v.t.       | n.v.t.       | n.v.t.         | n.v.t.         | 13.24,07       | 15             |
| Thierry Ndikumwenayo                                        | 10000 m             | n.v.t.  | n.v.t. | n.v.t.       | n.v.t.       | n.v.t.         | n.v.t.         | 26.49,49 NR    | 9              |
| Abdessamad Oukhelfen                                        | 10000 m             | n.v.t.  | n.v.t. | n.v.t.       | n.v.t.       | n.v.t.         | n.v.t.         | 28.21,90       | 23             |
| Enrique Llopis                                              | 110 m horden        | 13,28   | 2 Q    | bye          | bye          | 13,17          | 2 Q            | 13,20          | 4              |
| Asier Martínez                                              | 110 m horden        | 13,47   | 4 H    | 13,46        | 2 Q          | 13,35          | 5              | niet geplaatst | niet geplaatst |
| Daniel Arce                                                 | 3000 m steeplechase | 8.18,31 | 4 Q    | n.v.t.       | n.v.t.       | n.v.t.         | n.v.t.         | 8.13,80        | 10             |
| Ibrahim Chakir                                              | marathon            | n.v.t.  | n.v.t. | n.v.t.       | n.v.t.       | n.v.t.         | n.v.t.         | 2.11.44        | 34             |
| Tariku Novales                                              | marathon            | n.v.t.  | n.v.t. | n.v.t.       | n.v.t.       | n.v.t.         | n.v.t.         | 2.25.50 SB     | 68             |
| Yago Rojo                                                   | marathon            | n.v.t.  | n.v.t. | n.v.t.       | n.v.t.       | n.v.t.         | n.v.t.         | 2.12.43 SB     | 41             |
| Diego García                                                | 20 km snelwandelen  | n.v.t.  | n.v.t. | n.v.t.       | n.v.t.       | n.v.t.         | n.v.t.         | 1.23.10        | 33             |
| Álvaro Martín                                               | 20 km snelwandelen  | n.v.t.  | n.v.t. | n.v.t.       | n.v.t.       | n.v.t.         | n.v.t.         | 1.19.11        | Brons          |
| Paul McGrath                                                | 20 km snelwandelen  | n.v.t.  | n.v.t. | n.v.t.       | n.v.t.       | n.v.t.         | n.v.t.         | 1.20.32        | 17             |
| Julio Arenas Iñaki Cañal David García Zurita Óscar Husillos | 4x400m              | 3.01,60 | 6      | n.v.t.       | n.v.t.       | n.v.t.         | n.v.t.         | niet geplaatst | niet geplaatst |

Vrouwen
| atlete                                                           | onderdeel           | series     | series | herkansingen | herkansingen | halve finale   | halve finale   | finale         | finale         |
| atlete                                                           | onderdeel           | tijd       | rang   | tijd         | rang         | tijd           | rang           | tijd           | rang           |
| ---------------------------------------------------------------- | ------------------- | ---------- | ------ | ------------ | ------------ | -------------- | -------------- | -------------- | -------------- |
| Jaël Bestué                                                      | 200 m               | 23,17      | 4 H    | 23,22        | 2            | niet geplaatst | niet geplaatst | niet geplaatst | niet geplaatst |
| Lorea Ibarzábal                                                  | 800 m               | 2.00,71    | 6 H    | 1.59,81      | 3            | niet geplaatst | niet geplaatst | niet geplaatst | niet geplaatst |
| Lorena Martín                                                    | 800 m               | 2.02,52    | 7 H    | 2.03,04      | 7            | niet geplaatst | niet geplaatst | niet geplaatst | niet geplaatst |
| Esther Guerrero                                                  | 1500 m              | 4.06,60    | 10 H   | 4.03,15      | 3 Q          | 4.01,94        | 7              | niet geplaatst | niet geplaatst |
| Águeda Marqués                                                   | 1500 m              | 4.01,60 PB | 9 H    | 4.07,05      | 3 Q          | 4.01,90        | 6 Q            | 4.01,31 PB     | 11             |
| Marta Pérez                                                      | 1500 m              | 4.04,94    | 6 Q    | bye          | bye          | 3.57,75 NR     | 8              | niet geplaatst | niet geplaatst |
| Marta García                                                     | 5000 m              | 15.08,87   | 10     | n.v.t.       | n.v.t.       | n.v.t.         | n.v.t.         | niet geplaatst | niet geplaatst |
| Carolina Robles                                                  | 3000 m steeplechase | 9.22,48    | 7      | n.v.t.       | n.v.t.       | n.v.t.         | n.v.t.         | niet geplaatst | niet geplaatst |
| Irene Sánchez-Escribano                                          | 3000 m steeplechase | 9.17,39 PB | 5 Q    | 9.10,43 PB   | 11           |                |                |                |                |
| Majida Maayouf                                                   | marathon            | n.v.t.     | n.v.t. | n.v.t.       | n.v.t.       | n.v.t.         | n.v.t.         | 2.28.35 SB     | 17             |
| Ester Navarrete                                                  | marathon            | n.v.t.     | n.v.t. | n.v.t.       | n.v.t.       | n.v.t.         | n.v.t.         | 2.32.07        | 42             |
| Meritxell Soler                                                  | marathon            | n.v.t.     | n.v.t. | n.v.t.       | n.v.t.       | n.v.t.         | n.v.t.         | 2.29.56        | 25             |
| Laura García-Caro                                                | 20 km snelwandelen  | n.v.t.     | n.v.t. | n.v.t.       | n.v.t.       | n.v.t.         | n.v.t.         | 1.28.12        | 7              |
| Cristina Montesinos                                              | 20 km snelwandelen  | n.v.t.     | n.v.t. | n.v.t.       | n.v.t.       | n.v.t.         | n.v.t.         | 1.29.11        | 10             |
| María Pérez                                                      | 20 km snelwandelen  | n.v.t.     | n.v.t. | n.v.t.       | n.v.t.       | n.v.t.         | n.v.t.         | 1.26.19 SB     | Zilver         |
| Jaël Bestué Sonia Molina-Prados María Isabel Pérez Paula Sevilla | 4x100m              | 42,77 SB   | 7      | n.v.t.       | n.v.t.       | n.v.t.         | n.v.t.         | niet geplaatst | niet geplaatst |
| Carmen Avilés Blanca Hervás Eva Santidrián Berta Segura          | 4x400m              | 3.28.29    | 5      | n.v.t.       | n.v.t.       | n.v.t.         | n.v.t.         | niet geplaatst | niet geplaatst |

Gemengd
| atleten                                | onderdeel             | finale  | finale |
| atleten                                | onderdeel             | tijd    | rang   |
| -------------------------------------- | --------------------- | ------- | ------ |
| Miguel Ángel López Cristina Montesinos | marathon snelwandelen | 2.56.10 | 9      |
| Álvaro Martín María Pérez              | marathon snelwandelen | 2.50.31 | Goud   |

#### Technische nummers
Mannen
| atleet      | onderdeel        | kwalificaties | kwalificaties | finale  | finale |
| atleet      | onderdeel        | afstand       | rang          | afstand | rang   |
| ----------- | ---------------- | ------------- | ------------- | ------- | ------ |
| Jordan Díaz | hinkstapspringen | 17,24 m       | 2 Q           | 17,86 m | Goud   |

Vrouwen
| atleet             | onderdeel        | kwalificaties | kwalificaties | finale         | finale         |
| atleet             | onderdeel        | afstand       | rang          | afstand        | rang           |
| ------------------ | ---------------- | ------------- | ------------- | -------------- | -------------- |
| Ana Peleteiro      | hinkstapspringen | 14,36 m       | 5 Q           | 14,59          | 6              |
| María Belén Toimil | kogelstoten      | 16,83 m       | 25            | niet geplaatst | niet geplaatst |
| Yulenmis Aguilar   | speerwerpen      | 61,95 m       | 9 q           | 62,78 m        | 6              |
| Fátima Diame       | verspringen      | 6,52 m        | 15            | niet geplaatst | niet geplaatst |
| Tessy Ebosele      | verspringen      | 6,09 m        | 30            | niet geplaatst | niet geplaatst |

#### Meerkamp
| atleet      | onderdeel | onderdeel | 100 m   | vs     | ks      | hs     | 400 m      | 110 h   | dw      | ph | sw      | 1500 m  | totaal | rang |
| ----------- | --------- | --------- | ------- | ------ | ------- | ------ | ---------- | ------- | ------- | -- | ------- | ------- | ------ | ---- |
| Jorge Ureña | tienkamp  | res.      | 10,87 s | 7,05 m | 13,77 m | 1,96 m | 48,08 s SB | 14,29 s | 40,92 m | NM | 57,93 m | 4.42,18 | 7096   | 20   |
| Jorge Ureña | tienkamp  | pnt.      | 890     | 826    | 714     | 767    | 905        | 937     | 683     | 0  | 707     | 667     | 7096   | 20   |

### Badminton
Mannen
| atleet      | onderdeel | groepsfase                | groepsfase             | groepsfase           | groepsfase | eliminatie           | kwartfinale          | halve finale         | finale / BM          | finale / BM    |
| atleet      | onderdeel | tegenstander uitslag      | tegenstander uitslag   | tegenstander uitslag | rang       | tegenstander uitslag | tegenstander uitslag | tegenstander uitslag | tegenstander uitslag | rang           |
| ----------- | --------- | ------------------------- | ---------------------- | -------------------- | ---------- | -------------------- | -------------------- | -------------------- | -------------------- | -------------- |
| Pablo Abián | enkelspel | Nettasinghe W 21-9, 21-19 | Lee Z J V 10-21, 13-21 | n.v.t.               | 2          | niet geplaatst       | niet geplaatst       | niet geplaatst       | niet geplaatst       | niet geplaatst |

Vrouwen
| atleet         | onderdeel | groepsfase                | groepsfase           | groepsfase           | groepsfase | eliminatie                 | kwartfinale          | halve finale               | finale / BM                     | finale / BM |
| atleet         | onderdeel | tegenstander uitslag      | tegenstander uitslag | tegenstander uitslag | rang       | tegenstander uitslag       | tegenstander uitslag | tegenstander uitslag       | tegenstander uitslag            | rang        |
| -------------- | --------- | ------------------------- | -------------------- | -------------------- | ---------- | -------------------------- | -------------------- | -------------------------- | ------------------------------- | ----------- |
| Carolina Marín | enkelspel | Stadelmann W 21-11, 21-19 | Darragh W 21-5, 21-5 | n.v.t.               | 1 Q        | Zhang W 12-21, 21-9, 21-18 | Ohori W 21-13, 21-14 | He B V 21-14, 10-8, opgave | Tunjung V forfait door blessure | 4           |

### Basketbal

#### 3X3
Vrouwen
| Olympiër                                                             | Discipline  | Resultaat | Prestatie |
| -------------------------------------------------------------------- | ----------- | --------- | --------- |
| Gracia Alonso de Armiño Juana Camilión Vega Gimeno Sandra Ygueravide | 3x3 vrouwen | Zilver    | zie onder |

| Groep |                  |             |             |             |            |            |            |        |
| #     | Land             | Wedstrijden | Wedstrijden | Wedstrijden | Doelpunten | Doelpunten | Doelpunten | Punten |
| #     | Land             | GW          | W           | V           | V          | T          | Saldo      | Punten |
| 1     | Duitsland        | 7           | 6           | 1           | 117        | 100        | +17        | 12     |
| 2     | Spanje           | 7           | 4           | 3           | 115        | 114        | +1         | 8      |
| 3     | Verenigde Staten | 7           | 4           | 3           | 108        | 109        | -1         | 8      |
| 4     | Canada           | 7           | 4           | 3           | 129        | 112        | +17        | 8      |
| 5     | Australië        | 7           | 4           | 3           | 127        | 122        | +5         | 8      |
| 6     | China            | 7           | 2           | 5           | 107        | 123        | -16        | 4      |
| 7     | Azerbeidzjan     | 7           | 2           | 5           | 106        | 123        | -17        | 4      |
| 8     | Frankrijk        | 7           | 2           | 5           | 99         | 105        | -6         | 4      |

| Ronde        | Datum           | Tijd  | Land      | Score   | Land             |     |
| ------------ | --------------- | ----- | --------- | ------- | ---------------- | --- |
| groepsfase   | 30 juli 2024    | 21:00 | Spanje    | 18 - 16 | Azerbeidzjan     |     |
| groepsfase   | 31 juli 2024    | 21:00 | Frankrijk | 12 - 17 | Spanje           |     |
| groepsfase   | 1 augustus 2024 | 18:00 | China     | 14 - 11 | Spanje           |     |
| groepsfase   | 1 augustus 2024 | 21:30 | Spanje    | 11 - 17 | Verenigde Staten |     |
| groepsfase   | 2 augustus 2024 | 12:30 | Australië | 17 - 21 | Spanje           |     |
| groepsfase   | 2 augustus 2024 | 21:00 | Canada    | 20 - 22 | Spanje           |     |
| groepsfase   | 3 augustus 2024 | 18:00 | Spanje    | 15 - 18 | Duitsland        |     |
|              |                 |       |           |         |                  |     |
| kwartfinale  | bye             | bye   | bye       | bye     | bye              | bye |
|              |                 |       |           |         |                  |     |
| halve finale | 5 augustus 2024 | 17:30 | Spanje    | 18 - 16 | Verenigde Staten |     |
|              |                 |       |           |         |                  |     |
| finale       | 5 augustus 2024 | 22:00 | Duitsland | 17 - 16 | Spanje           |     |

#### Mannenteam
| Olympiër | Onderdeel | Resultaat | Prestatie |
| --- | --------- | --------- | --------- |
| Spaans basketbalteam (mannen): Álex Abrines Santi Aldama Darío Brizuela Lorenzo Brown Alberto Díaz Rudy Fernández Usman Garuba Juancho Hernangómez Willy Hernangómez Sergio Llull Xabier López-Arostegui Jaime Pradilla | mannen    | 10        | zie onder |

| Groep A |           |             |             |             |             |            |            |            |        |
| #       | Land      | Wedstrijden | Wedstrijden | Wedstrijden | Wedstrijden | Doelpunten | Doelpunten | Doelpunten | Punten |
| #       | Land      | GW          | W           | G           | V           | V          | T          | Saldo      | Punten |
| 1       | Canada    | 3           | 3           | 0           | 0           | 267        | 247        | +20        | 6      |
| 2       | Australië | 3           | 1           | 0           | 2           | 246        | 250        | -4         | 4      |
| 3       | Georgië   | 3           | 1           | 0           | 2           | 233        | 241        | -8         | 4      |
| 4       | Spanje    | 3           | 1           | 0           | 2           | 249        | 257        | -8         | 4      |

| groepsfase      |                |                |                |                |                |                |  |
| 27 juli 2024    | 11:00          | Australië      | 92 - 80        | Spanje         |                |                |  |
| 30 juli 2024    | 11:00          | Spanje         | 84 - 77        | Griekenland    |                |                |  |
| 2 augustus 2024 | 17:15          | Canada         | 88 - 85        | Spanje         |                |                |  |
|                 |                |                |                |                |                |                |  |
| kwartfinale     | niet geplaatst | niet geplaatst | niet geplaatst | niet geplaatst | niet geplaatst | niet geplaatst |  |
|                 |                |                |                |                |                |                |  |
| halve finale    | niet geplaatst | niet geplaatst | niet geplaatst | niet geplaatst | niet geplaatst | niet geplaatst |  |
|                 |                |                |                |                |                |                |  |
| finale          | niet geplaatst | niet geplaatst | niet geplaatst | niet geplaatst | niet geplaatst | niet geplaatst |  |

#### Vrouwenteam
Het Spaanse damesbasketbalteam kwalificeerde zich voor de Olympische Spelen als een van de drie hoogst geklasseerde teams in de poules van Tournament 4, tijdens de Olympische kwalificatietoernooien van 2024 in Sopron , Hongarije.
| Olympiër | Onderdeel | Resultaat | Prestatie |
| --- | --------- | --------- | --------- |
| Spaans basketbalteam (vrouwen): Maite Cazorla Megan Gustafson Mariona Ortiz Leticia Romero Andrea Vilaró Queralt Casas Leonor Rodríguez Alba Torrens María Conde María Araújo Paula Ginzo Laura Gil | vrouwen   | 5         | zie onder |

| Groep C |             |             |             |             |             |            |            |            |        |
| #       | Land        | Wedstrijden | Wedstrijden | Wedstrijden | Wedstrijden | Doelpunten | Doelpunten | Doelpunten | Punten |
| #       | Land        | GW          | W           | G           | V           | V          | T          | Saldo      | Punten |
| 1       | Spanje      | 3           | 3           | 0           | 0           | 223        | 213        | +10        | 6      |
| 2       | Servië      | 3           | 2           | 0           | 1           | 201        | 184        | +17        | 5      |
| 3       | China       | 3           | 1           | 0           | 2           | 228        | 229        | -1         | 4      |
| 4       | Puerto Rico | 3           | 0           | 0           | 3           | 175        | 201        | -26        | 3      |

| groepsfase      |                 |                |                |                |                |                |  |
| 28 juli 2024    | 13:30           | Spanje         | 90 - 89        | China          |                |                |  |
| 31 juli 2024    | 11:00           | Puerto Rico    | 62 - 63        | Spanje         |                |                |  |
| 3 augustus 2024 | 13:30           | Servië         | 62 - 70        | Spanje         |                |                |  |
|                 |                 |                |                |                |                |                |  |
| kwartfinale     | 7 augustus 2024 | 14:30          | Spanje         | 66 - 79        | België         |                |  |
|                 |                 |                |                |                |                |                |  |
| halve finale    | niet geplaatst  | niet geplaatst | niet geplaatst | niet geplaatst | niet geplaatst | niet geplaatst |  |
|                 |                 |                |                |                |                |                |  |
| finale          | niet geplaatst  | niet geplaatst | niet geplaatst | niet geplaatst | niet geplaatst | niet geplaatst |  |

### Boksen
Mannen
| atleet         | onderdeel         | eerste ronde           | tweede ronde         | kwartfinale          | halve finale            | finale               | rang           |
| atleet         | onderdeel         | tegenstander uitslag   | tegenstander uitslag | tegenstander uitslag | tegenstander uitslag    | tegenstander uitslag | rang           |
| -------------- | ----------------- | ---------------------- | -------------------- | -------------------- | ----------------------- | -------------------- | -------------- |
| Rafael Lozano  | vlieggewicht      | bye                    | Chothia W 4 - 1      | Alcántara V 2 - 3    | niet geplaatst          | niet geplaatst       | niet geplaatst |
| José Quiles    | vedergewicht      | bye                    | Sabyrkhan W 4 - 1    | Khalokov V 0 - 5     | niet geplaatst          | niet geplaatst       | niet geplaatst |
| Oier Ibarretxe | lichtgewicht      | Mukhammedsabyr V 0 - 5 | niet geplaatst       | niet geplaatst       | niet geplaatst          | niet geplaatst       | niet geplaatst |
| Enmanuel Reyes | zwaargewicht      | n.v.t.                 | Han X W 4 - 1        | Schelstraete W 5 - 0 | Alfonso V 1 - 4         | niet geplaatst       | Brons          |
| Ayoub Ghadfa   | superzwaargewicht | n.v.t.                 | Kunkabayev W 3 - 2   | Chaloyan W 5 - 0     | Aboudou Moindze W 5 - 0 | Jalolov V 0 - 5      | Zilver         |

Vrouwen
| atlete        | onderdeel    | eerste ronde         | tweede ronde         | kwartfinale          | halve finale         | finale               | rang           |
| atlete        | onderdeel    | tegenstander uitslag | tegenstander uitslag | tegenstander uitslag | tegenstander uitslag | tegenstander uitslag | rang           |
| ------------- | ------------ | -------------------- | -------------------- | -------------------- | -------------------- | -------------------- | -------------- |
| Laura Fuertes | vlieggewicht | Herrera V 2 - 3      | niet geplaatst       | niet geplaatst       | niet geplaatst       | niet geplaatst       | niet geplaatst |

### Boogschieten
Mannen
| atleet     | onderdeel   | plaatsingsronde | plaatsingsronde | eerste ronde         | tweede ronde         | derde ronde          | kwartfinale          | halve finale         | finale / BM          | finale / BM    |
| atleet     | onderdeel   | score           | rang            | tegenstander uitslag | tegenstander uitslag | tegenstander uitslag | tegenstander uitslag | tegenstander uitslag | tegenstander uitslag | rang           |
| ---------- | ----------- | --------------- | --------------- | -------------------- | -------------------- | -------------------- | -------------------- | -------------------- | -------------------- | -------------- |
| Pablo Acha | individueel | 662             | 33              | Lin Z-s V 2 - 6      | niet geplaatst       | niet geplaatst       | niet geplaatst       | niet geplaatst       | niet geplaatst       | niet geplaatst |

Vrouwen
| atleet       | onderdeel   | plaatsingsronde | plaatsingsronde | eerste ronde         | tweede ronde         | derde ronde          | kwartfinale          | halve finale         | finale / BM          | finale / BM    |
| atleet       | onderdeel   | score           | rang            | tegenstander uitslag | tegenstander uitslag | tegenstander uitslag | tegenstander uitslag | tegenstander uitslag | tegenstander uitslag | rang           |
| ------------ | ----------- | --------------- | --------------- | -------------------- | -------------------- | -------------------- | -------------------- | -------------------- | -------------------- | -------------- |
| Elia Canales | individueel | 662             | 16              | Havers V 0 - 6       | niet geplaatst       | niet geplaatst       | niet geplaatst       | niet geplaatst       | niet geplaatst       | niet geplaatst |

Gemengd
| atleet                  | onderdeel | plaatsingsronde | plaatsingsronde | eerste ronde         | kwartfinale          | halve finale         | finale / BM          | finale / BM    |
| atleet                  | onderdeel | score           | rang            | tegenstander uitslag | tegenstander uitslag | tegenstander uitslag | tegenstander uitslag | rang           |
| ----------------------- | --------- | --------------- | --------------- | -------------------- | -------------------- | -------------------- | -------------------- | -------------- |
| Pablo Acha Elia Canales | team      | 1324            | 13              | China W 6 - 2        | India V 3 - 5        | niet geplaatst       | niet geplaatst       | niet geplaatst |

### Golf
| atleet          | onderdeel | eerste ronde | tweede ronde | derde ronde | vierde ronde | totaal | totaal | totaal |
| atleet          | onderdeel | score        | score        | score       | score        | score  | par    | rang   |
| --------------- | --------- | ------------ | ------------ | ----------- | ------------ | ------ | ------ | ------ |
| David Puig      | mannen    | 69           | 69           | 70          | 75           | 283    | -1     | 40     |
| Jon Rahm        | mannen    | 67           | 66           | 66          | 70           | 269    | -15    | 5      |
| Carlota Ciganda | vrouwen   | 73           | 78           | 75          | 75           | 301    | +13    | 49     |
| Azahara Muñoz   | vrouwen   | 78           | 69           | 69          | 69           | 285    | -3     | 13     |

### Gymnastiek

#### Turnen
Mannen
| atleet         | onderdeel | kwalificatie | kwalificatie | kwalificatie | kwalificatie | kwalificatie | kwalificatie | kwalificatie | kwalificatie | finale         | finale         | finale         | finale         | finale         | finale         | finale         | finale         |
| atleet         | onderdeel | toestel      | toestel      | toestel      | toestel      | toestel      | toestel      | totaal       | positie      | toestel        | toestel        | toestel        | toestel        | toestel        | toestel        | totaal         | positie        |
| atleet         | onderdeel | vloer        | voltige      | ringen       | sprong       | brug         | rekstok      | totaal       | positie      | vloer          | voltige        | ringen         | sprong         | brug           | rekstok        | totaal         | positie        |
| -------------- | --------- | ------------ | ------------ | ------------ | ------------ | ------------ | ------------ | ------------ | ------------ | -------------- | -------------- | -------------- | -------------- | -------------- | -------------- | -------------- | -------------- |
| Néstor Abad    | team      | 14.000       | 13.166       | 13.600       | 14.500       | 10.766       | 13.300       | 79.332       | 35           | niet geplaatst | niet geplaatst | niet geplaatst | niet geplaatst | niet geplaatst | niet geplaatst | niet geplaatst | niet geplaatst |
| Thierno Diallo | team      | -            | 11.866       | -            | -            | 12.966       | 12.933       | n.v.t.       | n.v.t.       | niet geplaatst | niet geplaatst | niet geplaatst | niet geplaatst | niet geplaatst | niet geplaatst | niet geplaatst | niet geplaatst |
| Nicolau Mir    | team      | 13.166       | 12.666       | 12.966       | 12.733       | 7.466        | 13.333       | 72.830       | 44           | niet geplaatst | niet geplaatst | niet geplaatst | niet geplaatst | niet geplaatst | niet geplaatst | niet geplaatst | niet geplaatst |
| Joel Plata     | team      | 14.166       | 13.566       | 13.433       | 12.933       | 12.433       | 13.666       | 80.197       | 27           | niet geplaatst | niet geplaatst | niet geplaatst | niet geplaatst | niet geplaatst | niet geplaatst | niet geplaatst | niet geplaatst |
| Ray Zapata     | team      | 14.600 Q     | -            | 13.900       | 14.300       | -            | -            | n.v.t.       | n.v.t.       | niet geplaatst | niet geplaatst | niet geplaatst | niet geplaatst | niet geplaatst | niet geplaatst | niet geplaatst | niet geplaatst |
| Totaal         | team      | 42.766       | 39.398       | 40.933       | 41.733       | 36.165       | 40.299       | 241.294      | 12           | niet geplaatst | niet geplaatst | niet geplaatst | niet geplaatst | niet geplaatst | niet geplaatst | niet geplaatst | niet geplaatst |

Individuele finales
| atleet     | onderdeel | kwalificatie | kwalificatie | kwalificatie | kwalificatie | kwalificatie | kwalificatie | kwalificatie | kwalificatie | finale  | finale  | finale  | finale  | finale  | finale  | finale | finale  |
| atleet     | onderdeel | toestel      | toestel      | toestel      | toestel      | toestel      | toestel      | totaal       | positie      | toestel | toestel | toestel | toestel | toestel | toestel | totaal | positie |
| atleet     | onderdeel | vloer        | voltige      | ringen       | sprong       | brug         | rekstok      | totaal       | positie      | vloer   | voltige | ringen  | sprong  | brug    | rekstok | totaal | positie |
| ---------- | --------- | ------------ | ------------ | ------------ | ------------ | ------------ | ------------ | ------------ | ------------ | ------- | ------- | ------- | ------- | ------- | ------- | ------ | ------- |
| Ray Zapata | vloer     | 14.600       | n.v.t.       | n.v.t.       | n.v.t.       | n.v.t.       | n.v.t.       | n.v.t.       | 3 Q          | 14.333  | n.v.t.  | n.v.t.  | n.v.t.  | n.v.t.  | n.v.t.  | n.v.t. | 7       |

Vrouwen
| Turnster(s)     | Onderdeel | Kwalificatie | Kwalificatie | Kwalificatie | Kwalificatie | Kwalificatie | Kwalificatie | Finale         | Finale         | Finale         | Finale         | Finale         | Finale         |
| Turnster(s)     | Onderdeel | Toestel      | Toestel      | Toestel      | Toestel      | Totaal       | Plaats       | Toestel        | Toestel        | Toestel        | Toestel        | Totaal         | Plaats         |
| Turnster(s)     | Onderdeel | Sprong       | Brug         | Balk         | Vloer        | Totaal       | Plaats       | Sprong         | Brug           | Balk           | Vloer          | Totaal         | Plaats         |
| --------------- | --------- | ------------ | ------------ | ------------ | ------------ | ------------ | ------------ | -------------- | -------------- | -------------- | -------------- | -------------- | -------------- |
| Laura Casabuena | meerkamp  | 13.033       | 13.066       | 13.133       | 12.166       | 51.398       | 35           | niet geplaatst | niet geplaatst | niet geplaatst | niet geplaatst | niet geplaatst | niet geplaatst |
| Ana Pérez       | meerkamp  | 12.866       | 13.066       | 13.033       | 11.800       | 50.765       | 45           | niet geplaatst | niet geplaatst | niet geplaatst | niet geplaatst | niet geplaatst | niet geplaatst |
| Alba Petisco    | meerkamp  | 11.800       | 13.466       | 13.400       | 12.633       | 51.299       | 36           | niet geplaatst | niet geplaatst | niet geplaatst | niet geplaatst | niet geplaatst | niet geplaatst |

#### Ritmisch
| atleten         | onderdeel   | kwalificatie | kwalificatie | kwalificatie | kwalificatie | kwalificatie | kwalificatie | finale         | finale         | finale         | finale         | finale         | finale         |
| atleten         | onderdeel   | hoepel       | bal          | knotsen      | lint         | totaal       | rang         | hoepel         | bal            | knotsen        | lint           | totaal         | rang           |
| --------------- | ----------- | ------------ | ------------ | ------------ | ------------ | ------------ | ------------ | -------------- | -------------- | -------------- | -------------- | -------------- | -------------- |
| Alba Bautista   | individueel | 31.100       | 28.100       | 30.800       | 27.650       | 117.650      | 20           | niet geplaatst | niet geplaatst | niet geplaatst | niet geplaatst | niet geplaatst | niet geplaatst |
| Polina Berezina | individueel | 29.700       | 32.750       | 32.450       | 30.200       | 125.100      | 15           | niet geplaatst | niet geplaatst | niet geplaatst | niet geplaatst | niet geplaatst | niet geplaatst |

| atleten                                                           | onderdeel | kwalificatie | kwalificatie         | kwalificatie | kwalificatie | finale         | finale               | finale         | finale         |
| atleten                                                           | onderdeel | 5 linten     | 3 knotsen, 2 hoepels | totaal       | rang         | 5 linten       | 3 knotsen, 2 hoepels | totaal         | rang           |
| ----------------------------------------------------------------- | --------- | ------------ | -------------------- | ------------ | ------------ | -------------- | -------------------- | -------------- | -------------- |
| Ana Arnau Inés Bergua Mireia Martínez Patricia Pérez Salma Solaun | team      | 30.400       | 30.000               | 60.400       | 10           | niet geplaatst | niet geplaatst       | niet geplaatst | niet geplaatst |

#### Trampoline
| atleet       | onderdeel | kwalificaties | kwalificaties | finale         | finale         |
| atleet       | onderdeel | score         | rang          | score          | rang           |
| ------------ | --------- | ------------- | ------------- | -------------- | -------------- |
| David Vega   | mannen    | 55.620        | 14            | niet geplaatst | niet geplaatst |
| Noemí Romero | vrouwen   | 54.250        | 9             | niet geplaatst | niet geplaatst |

### Handbal

#### Mannen
| Olympiër | Onderdeel | Resultaat | Prestatie |
| --- | --------- | --------- | --------- |
| Agustín Casado Rodrigo Corrales Alex Dujshebaev Daniel Dujshebaev Daniel Fernández Adrià Figueras Imanol Garciandia Aleix Gómez Jorge Maqueda Javier Rodríguez Moreno Kauldi Odriozola Gonzalo Pérez de Vargas Miguel Sánchez-Migallón Abel Serdio Ian Tarrafeta | Mannen    | Brons     | zie onder |

| Pos | Team      | Wed | W | G | V | Ptn | DV  | DT  | +/− | Kwalificatie |
| --- | --------- | --- | - | - | - | --- | --- | --- | --- | ------------ |
| 1   | Duitsland | 5   | 4 | 0 | 1 | 8   | 162 | 144 | +18 | Kwartfinales |
| 2   | Slovenië  | 5   | 3 | 0 | 2 | 6   | 140 | 142 | −2  | Kwartfinales |
| 3   | Spanje    | 5   | 3 | 0 | 2 | 6   | 151 | 148 | +3  | Kwartfinales |
| 4   | Zweden    | 5   | 3 | 0 | 2 | 6   | 158 | 139 | +19 | Kwartfinales |
| 5   | Kroatië   | 5   | 2 | 0 | 3 | 4   | 148 | 156 | −8  |              |
| 6   | Japan     | 5   | 0 | 0 | 5 | 0   | 143 | 173 | −30 |              |

| Groepsfase      |                  |           |           |          |          |  |  |
| 27 juli 2024    | 09:00            | Spanje    | 25 - 22   | Slovenië |          |  |  |
| 29 juli 2024    | 16:00            | Zweden    | 29 - 26   | Spanje   |          |  |  |
| 31 juli 2024    | 14:00            | Spanje    | 37 - 33   | Japan    |          |  |  |
| 2 augustus 2024 | 16:00            | Duitsland | 33 - 31   | Spanje   |          |  |  |
| 4 augustus 2024 | 21:00            | Spanje    | 32 - 31   | Kroatië  |          |  |  |
|                 |                  |           |           |          |          |  |  |
| Kwartfinale     | 7 augustus 2024  | 09:30     | Spanje    | 29 - 28  | Egypte   |  |  |
|                 |                  |           |           |          |          |  |  |
| Halve finale    | 9 augustus 2024  | 16:30     | Duitsland | 25 - 24  | Spanje   |  |  |
|                 |                  |           |           |          |          |  |  |
| Bronzen finale  | 11 augustus 2024 | 09:00     | Spanje    | 23 - 22  | Slovenië |  |  |

#### Vrouwen
| Olympiër | Onderdeel | Resultaat | Prestatie |
| --- | --------- | --------- | --------- |
| Paula Arcos Silvia Arderíus Alexandrina Cabral Carmen Campos Mercedes Castellanos Maitane Etxeberria Alicia Fernández Mireya González Lara González Ortega Kaba Gassama Jennifer Gutiérrez Marta López María Prieto O'Mullony Lysa Tchaptchet Nicole Wiggins | Vrouwen   | 12        | zie onder |

| Pos | Team          | Wed | W | G | V | Ptn | DV  | DT  | +/− | Kwalificatie |
| --- | ------------- | --- | - | - | - | --- | --- | --- | --- | ------------ |
| 1   | Frankrijk (G) | 5   | 5 | 0 | 0 | 10  | 159 | 124 | +35 | Kwartfinales |
| 2   | Nederland     | 5   | 4 | 0 | 1 | 8   | 152 | 137 | +15 | Kwartfinales |
| 3   | Hongarije     | 5   | 2 | 1 | 2 | 5   | 137 | 140 | −3  | Kwartfinales |
| 4   | Brazilië      | 5   | 2 | 0 | 3 | 4   | 127 | 119 | +8  | Kwartfinales |
| 5   | Angola        | 5   | 1 | 1 | 3 | 3   | 131 | 154 | −23 |              |
| 6   | Spanje        | 5   | 0 | 0 | 5 | 0   | 111 | 143 | −32 |              |

| Groepsfase      |                |                |                |                |                |                |                |
| 25 juli 2024    | 14:00          | Spanje         | 18 - 29        | Brazilië       |                |                |                |
| 28 juli 2024    | 19:00          | Angola         | 26 - 21        | Spanje         |                |                |                |
| 30 juli 2024    | 14:00          | Nederland      | 29 - 24        | Spanje         |                |                |                |
| 1 augustus 2024 | 14:00          | Spanje         | 24 - 27        | Hongarije      |                |                |                |
| 3 augustus 2024 | 11:00          | Spanje         | 24 - 32        | Frankrijk      |                |                |                |
|                 |                |                |                |                |                |                |                |
| Kwartfinale     | niet geplaatst | niet geplaatst | niet geplaatst | niet geplaatst | niet geplaatst | niet geplaatst | niet geplaatst |
|                 |                |                |                |                |                |                |                |
| Halve finale    | niet geplaatst | niet geplaatst | niet geplaatst | niet geplaatst | niet geplaatst | niet geplaatst | niet geplaatst |
|                 |                |                |                |                |                |                |                |
| Finale          | niet geplaatst | niet geplaatst | niet geplaatst | niet geplaatst | niet geplaatst | niet geplaatst | niet geplaatst |

### Hockey

#### Mannen
De Spaanse mannen hockeyploeg wist zich te plaatsen voor Parijs dankzij een finaleplaats in het Olympisch Kwalificatietoernooi in Valencia, Spanje.
| Hockeyer(s) | Onderdeel | Plaats |
| --- | --------- | ------ |
| Spaanse mannen hockeyploeg Alejandro Alonso Jordi Bonastre José Basterra Luis Calzado Gerard Clapés Pepe Cunill Eduard de Ignacio-Simó Bruno Font Xavier Gispert Álvaro Iglesias Borja Lacalle Joaquín Menini Marc Miralles Marc Recasens Marc Reyné Ignacio Rodríguez Rafael Vilallonga Marc Vizcaino | Mannen    | 4      |

| Pos | Team             | Wed | W | G | V | Ptn | DV | DT | +/− | Kwalificatie |
| --- | ---------------- | --- | - | - | - | --- | -- | -- | --- | ------------ |
| 1   | Duitsland        | 5   | 4 | 0 | 1 | 12  | 16 | 6  | +10 | Kwartfinales |
| 2   | Nederland        | 5   | 3 | 1 | 1 | 10  | 16 | 9  | +7  | Kwartfinales |
| 3   | Groot-Brittannië | 5   | 2 | 2 | 1 | 8   | 11 | 7  | +4  | Kwartfinales |
| 4   | Spanje           | 5   | 2 | 1 | 2 | 7   | 11 | 12 | −1  | Kwartfinales |
| 5   | Zuid-Afrika      | 5   | 1 | 1 | 3 | 4   | 11 | 17 | −6  |              |
| 6   | Frankrijk (G)    | 5   | 0 | 1 | 4 | 1   | 8  | 22 | −14 |              |

| Groepsfase      |                 |                  |           |             |        |  |  |
| 27 juli 2024    | 10:00           | Groot-Brittannië | 4 - 0     | Spanje      |        |  |  |
| 28 juli 2024    | 17:00           | Duitsland        | 0 - 2     | Spanje      |        |  |  |
| 30 juli 2024    | 10:00           | Spanje           | 3 - 3     | Frankrijk   |        |  |  |
| 31 juli 2024    | 19:45           | Spanje           | 3 - 0     | Zuid-Afrika |        |  |  |
| 2 augustus 2024 | 10:30           | Nederland        | 5 - 3     | Spanje      |        |  |  |
|                 |                 |                  |           |             |        |  |  |
| Kwartfinale     | 4 augustus 2024 | 12:30            | België    | 2 - 3       | Spanje |  |  |
|                 |                 |                  |           |             |        |  |  |
| Halve finale    | 6 augustus 2024 | 14:00            | Nederland | 4 - 0       | Spanje |  |  |
|                 |                 |                  |           |             |        |  |  |
| Bronzen finale  | 8 augustus 2024 | 14:00            | India     | 2 - 1       | Spanje |  |  |

#### Vrouwen
De Spaanse vrouwen hockeyploeg weet zich te plaatsen dankzij een finaleplaats op het Olympisch kwalificatietoernooi in Valencia, Spanje.
| Hockeyer(s) | Onderdeel | Plaats |
| --- | --------- | ------ |
| Spaanse vrouwen hockeyploeg Patricia Álvarez Constanza Amundson Laura Barrios Sara Barrios Begoña García Xantal Giné Belén Iglesias Lucía Jiménez María López Beatriz Pérez Blanca Pérez Clara Pérez Lola Riera Marta Segú Júlia Strappato Alejandra Torres-Quevedo | Vrouwen   | 7      |

| Pos | Team             | Wed | W | G | V | Ptn | DV | DT | +/− | Kwalificatie |
| --- | ---------------- | --- | - | - | - | --- | -- | -- | --- | ------------ |
| 1   | Australië        | 5   | 4 | 1 | 0 | 13  | 15 | 5  | +10 | Kwartfinales |
| 2   | Argentinië       | 5   | 4 | 1 | 0 | 13  | 16 | 7  | +9  | Kwartfinales |
| 3   | Spanje           | 5   | 2 | 1 | 2 | 7   | 6  | 7  | −1  | Kwartfinales |
| 4   | Groot-Brittannië | 5   | 2 | 0 | 3 | 6   | 8  | 12 | −4  | Kwartfinales |
| 5   | Verenigde Staten | 5   | 1 | 1 | 3 | 4   | 5  | 13 | −8  |              |
| 6   | Zuid-Afrika      | 5   | 0 | 0 | 5 | 0   | 4  | 10 | −6  |              |

| Groepsfase      |                 |                  |                |                  |                |                |                |
| 28 juli 2024    | 13:15           | Groot-Brittannië | 1 - 2          | Spanje           |                |                |                |
| 29 juli 2024    | 13:15           | Spanje           | 1 - 1          | Verenigde Staten |                |                |                |
| 31 juli 2024    | 10:00           | Argentinië       | 2 - 1          | Spanje           |                |                |                |
| 1 augustus 2024 | 17:30           | Spanje           | 1 - 0          | Zuid-Afrika      |                |                |                |
| 3 augustus 2024 | 12:45           | Australië        | 3 - 1          | Spanje           |                |                |                |
|                 |                 |                  |                |                  |                |                |                |
| Kwartfinale     | 5 augustus 2024 | 20:00            | België         | 2 - 0            | Spanje         |                |                |
|                 |                 |                  |                |                  |                |                |                |
| Halve finale    | niet geplaatst  | niet geplaatst   | niet geplaatst | niet geplaatst   | niet geplaatst | niet geplaatst | niet geplaatst |
|                 |                 |                  |                |                  |                |                |                |
| Finale          | niet geplaatst  | niet geplaatst   | niet geplaatst | niet geplaatst   | niet geplaatst | niet geplaatst | niet geplaatst |

### Judo
Mannen
| atleet                  | onderdeel | eerste ronde         | tweede ronde          | derde ronde           | kwartfinale          | halve finale         | herkansing           | finale / BM             | finale / BM    |
| atleet                  | onderdeel | tegenstander uitslag | tegenstander uitslag  | tegenstander uitslag  | tegenstander uitslag | tegenstander uitslag | tegenstander uitslag | tegenstander uitslag    | rang           |
| ----------------------- | --------- | -------------------- | --------------------- | --------------------- | -------------------- | -------------------- | -------------------- | ----------------------- | -------------- |
| Francisco Garrigós      | −60 kg    | n.v.t.               | bye                   | Verstraeten W 01 - 00 | Nagayama W 10 - 00   | Smetov V 00 - 10     | bye                  | Sardalashvili W 01 - 00 | Brons          |
| David García Torné      | −66 kg    | n.v.t.               | Kyrgyzbayev V 00 - 01 | niet geplaatst        | niet geplaatst       | niet geplaatst       | niet geplaatst       | niet geplaatst          | niet geplaatst |
| Salvador Cases          | −73 kg    | n.v.t.               | Njie W 10 - 00        | Erdenebayar V 00 - 01 | niet geplaatst       | niet geplaatst       | niet geplaatst       | niet geplaatst          | niet geplaatst |
| Tristani Mosakhlishvili | −90 kg    | n.v.t.               | Ustopiriyon W 01 - 00 | Sherov W 10 - 00      | Macedo W 01 - 00     | Bekauri V 00 - 10    | bye                  | Tselidis V 00 - 01      | 5              |
| Nikoloz Sherazadishvili | -100 kg   | n.v.t.               | bye                   | Vég W 10 - 01         | Eich V 00 - 01       | niet geplaatst       | Wolf W 10 - 00       | Turoboyev V 00 - 10     | 5              |

Vrouwen
| atlete          | onderdeel | eerste ronde         | tweede ronde         | kwartfinale            | halve finale            | herkansing           | finale / BM          | finale / BM    |
| atlete          | onderdeel | tegenstander uitslag | tegenstander uitslag | tegenstander uitslag   | tegenstander uitslag    | tegenstander uitslag | tegenstander uitslag | rang           |
| --------------- | --------- | -------------------- | -------------------- | ---------------------- | ----------------------- | -------------------- | -------------------- | -------------- |
| Laura Martínez  | −48 kg    | Vargas W 01 - 00     | Nikolić W 10 - 00    | Abuzhakynova W 10 - 00 | Bavuurdorjiin V 00 - 10 | bye                  | Boukli V 00 - 01     | 5              |
| Ariane Toro     | −52 kg    | Sosorbaram V 00 - 10 | niet geplaatst       | niet geplaatst         | niet geplaatst          | niet geplaatst       | niet geplaatst       | niet geplaatst |
| Cristina Cabaña | −63 kg    | Quadros V 00 - 10    | niet geplaatst       | niet geplaatst         | niet geplaatst          | niet geplaatst       | niet geplaatst       | niet geplaatst |
| Ai Tsunoda      | −70 kg    | bye                  | Pogačnik W 01 - 00   | Matić V 00 - 10        | niet geplaatst          | Niizoe W 10 - 00     | Polleres V 00 - 10   | 5              |

Gemengd
| atleten | onderdeel | eerste ronde         | tweede ronde         | derde ronde          | kwartfinale          | halve finale         | herkansing           | finale / BM          | finale / BM    |
| atleten | onderdeel | tegenstander uitslag | tegenstander uitslag | tegenstander uitslag | tegenstander uitslag | tegenstander uitslag | tegenstander uitslag | tegenstander uitslag | rang           |
| --- | --------- | -------------------- | -------------------- | -------------------- | -------------------- | -------------------- | -------------------- | -------------------- | -------------- |
| Ariane Toro Cristina Cabaña Ai Tsunoda David García Torné Salvador Cases Tristani Mosakhlishvili Nikoloz Sherazadishvili | team      | EOR W 4 - 0          | Japan V 3 - 4        | niet geplaatst       | niet geplaatst       | niet geplaatst       | niet geplaatst       | niet geplaatst       | niet geplaatst |

### Kanovaren

#### Kayak Cross
| atleet            | onderdeel      | tijdrit | tijdrit | ronde 1 | herkansingen | serie | kwartfinale    | halve finale   | finale         | finale |
| atleet            | onderdeel      | tijd    | rang    | rang    | rang         | rang  | rang           | rang           | rang           | rang   |
| ----------------- | -------------- | ------- | ------- | ------- | ------------ | ----- | -------------- | -------------- | -------------- | ------ |
| Manuel Ochoa      | KX-1 (mannen)  | 68,66   | 10      | 1 Q     | bye          | 1 Q   | 4              | niet geplaatst | niet geplaatst | 14     |
| Miquel Travé      | KX-1 (mannen)  | 68,70   | 11      | 1 Q     | bye          | 4     | niet geplaatst | niet geplaatst | niet geplaatst | 25     |
| Maialen Chourraut | KX-1 (vrouwen) | 75,23   | 19      | 3 H     | 2 Q          | 2 Q   | 3              | niet geplaatst | niet geplaatst | 12     |
| Miren Lazkano     | KX-1 (vrouwen) | 74,77   | 15      | 1 Q     | bye          | 3     | niet geplaatst | niet geplaatst | niet geplaatst | 17     |

#### Slalom
| atleet            | onderdeel            | series | series | series | series | series    | series | halve finale | halve finale | finale | finale |
| atleet            | onderdeel            | run 1  | rang   | run 2  | rang   | beste run | rang   | tijd         | rang         | tijd   | rang   |
| ----------------- | -------------------- | ------ | ------ | ------ | ------ | --------- | ------ | ------------ | ------------ | ------ | ------ |
| Miquel Travé      | C-1 slalom (mannen)  | 92,19  | 5      | 143,45 | 18     | 92,19     | 6 Q    | 96,69        | 2 Q          | 97,92  | 5      |
| Pau Echaniz       | K-1 slalom (mannen)  | 87,84  | 9      | 88,37  | 7      | 87,84     | 12 Q   | 96,11        | 12 Q         | 88,87  | Brons  |
| Miren Lazkano     | C-1 slalom (vrouwen) | 109,49 | 10     | 113,60 | 15     | 109,49    | 15 Q   | 114,27       | 10 Q         | 116,97 | 10     |
| Maialen Chourraut | K-1 slalom (vrouwen) | 101,06 | 17     | 96,33  | 11     | 96,33     | 13 Q   | 106,21       | 11 Q         | 157,67 | 12     |

#### Sprint
Mannen
| atleet                                                    | onderdeel  | series  | series | kwartfinale | kwartfinale | halve finale | halve finale | finale  | finale |
| atleet                                                    | onderdeel  | tijd    | rang   | tijd        | rang        | tijd         | rang         | tijd    | rang   |
| --------------------------------------------------------- | ---------- | ------- | ------ | ----------- | ----------- | ------------ | ------------ | ------- | ------ |
| Pablo Crespo                                              | C-1 1000 m | 4.05,05 | 5 q    | 3.50,24     | 2 Q         | 4.03,04      | 8 FB         | 3.50,54 | 12     |
| Diego Domínguez Joan Antoni Moreno                        | C-2 500 m  | 1.37,78 | 2 Q    | n.v.t.      | n.v.t.      | 1.40,23      | 4 FA         | 1.41,18 | Brons  |
| Francisco Cubelos                                         | K-1 1000 m | 3.28,40 | 3 q    | 3.33,74     | 2 Q         | 3.30,52      | 5 FB         | 3.28,10 | 11     |
| Adrián del Río                                            | K-1 1000 m | 3.33,81 | 5 q    | 3.30,39     | 1 Q         | 3.31,07      | 6 FB         | 3.29,42 | 12     |
| Adrián del Río Rodrigo Germade                            | K-2 500 m  | 1.35,26 | 3 q    | 1.29,12     | 1 Q         | 1.27,24      | 2 FA         | 1.27,38 | 4      |
| Carlos Arévalo Rodrigo Germade                            | K-2 500 m  | 1.28,85 | 2 Q    | bye         | bye         | 1.28,49      | 5 FB         | 1.30,08 | 9      |
| Carlos Arévalo Saúl Craviotto Rodrigo Germade Marcus Walz | K-4 500 m  | 1.20,60 | 2 Q    | bye         | bye         | 1.19,98      | 3 FA         | 1.20,05 | Brons  |

Vrouwen
| atlete                                                          | onderdeel | series  | series | kwartfinale | kwartfinale | halve finale | halve finale | finale         | finale         |
| atlete                                                          | onderdeel | tijd    | rang   | tijd        | rang        | tijd         | rang         | tijd           | rang           |
| --------------------------------------------------------------- | --------- | ------- | ------ | ----------- | ----------- | ------------ | ------------ | -------------- | -------------- |
| María Corbera                                                   | C-1 200 m | 47,74   | 2 Q    | bye         | bye         | 45,78        | 5 FB         | 45,45          | 9              |
| Antía Jácome                                                    | C-1 200 m | 47,35   | 2 Q    | bye         | bye         | 45,62        | 3 FA         | 44,78          | 4              |
| María Corbera Antía Jácome                                      | C-2 500 m | 1.55,63 | 2 Q    | bye         | bye         | 1.56,55      | 2 FA         | 1.56,65        | 6              |
| Estefanía Fernández                                             | K-1 500 m | 1.54,74 | 6 q    | 1.51,24     | 2 Q         | 1.56,20      | 7            | niet geplaatst | niet geplaatst |
| Begoña Lazkano                                                  | K-1 500 m | 1.55,54 | 4 q    | 1.53,83     | 4 Q         | 1.52,87      | 7            | niet geplaatst | niet geplaatst |
| Carolina García Sara Ouzande                                    | K-2 500 m | 1.49,01 | 5 q    | 1.42,03     | 3 Q         | 1.40,23      | 6 FB         | DNF            | 16             |
| Estefanía Fernández Carolina García Sara Ouzande Teresa Portela | K-4 500 m | 1.32,92 | 2 FA   | n.v.t.      | n.v.t.      | bye          | bye          | 1.34,51        | 6              |

### Klimsport

#### Boulder & Lead combined
| Atleet        | Onderdeel | Kwalificatie | Kwalificatie | Kwalificatie | Kwalificatie | Kwalificatie | Kwalificatie | Finale    | Finale  | Finale    | Finale | Finale | Finale |
| Atleet        | Onderdeel | Boulder      | Boulder      | Lead         | Lead         | Totaal       | Rang         | Boulder   | Boulder | Lead      | Lead   | Totaal | Rang   |
| Atleet        | Onderdeel | Resultaat    | Rang         | Resultaat    | Rang         | Totaal       | Rang         | Resultaat | Rang    | Resultaat | Rang   | Totaal | Rang   |
| ------------- | --------- | ------------ | ------------ | ------------ | ------------ | ------------ | ------------ | --------- | ------- | --------- | ------ | ------ | ------ |
| Alberto Ginés | mannen    | 28,7         | 14           | 72,0         | 1            | 100,7        | 4 Q          | 24,1      | 7       | 92,1      | 3      | 116,2  | 7      |

#### Speed
| Atleet        | Onderdeel | Kwalificatie | Kwalificatie | Ronde 1                   | Kwartfinale            | Halve finale      | Finale / BM       | Finale / BM |
| Atleet        | Onderdeel | Tijd         | Rang         | Tegenstander Tijd         | Tegenstander Tijd      | Tegenstander Tijd | Tegenstander Tijd | Rang        |
| ------------- | --------- | ------------ | ------------ | ------------------------- | ---------------------- | ----------------- | ----------------- | ----------- |
| Leslie Romero | vrouwen   | 6,89         | 8            | Sallsabillah W 7,26 - val | Miroslaw V 7,06 - 6,35 | niet geplaatst    | niet geplaatst    | 8           |

### Moderne vijfkamp
| atlete        | onderdeel | onderdeel    | schermen (degen) | schermen (degen) | schermen (degen) | schermen (degen) | zwemmen (200 m vrije slag) | zwemmen (200 m vrije slag) | zwemmen (200 m vrije slag) | paardrijden (springen) | paardrijden (springen) | paardrijden (springen) | combinatie: schieten/lopen (10 m luchtpistool)/(3000 m) | combinatie: schieten/lopen (10 m luchtpistool)/(3000 m) | combinatie: schieten/lopen (10 m luchtpistool)/(3000 m) | totaal punten | rang |
| atlete        | onderdeel | onderdeel    | RR               | BR               | rang             | punten           | tijd                       | rang                       | punten                     | strafpunten            | rang                   | punten                 | tijd                                                    | rang                                                    | punten                                                  | totaal punten | rang |
| ------------- | --------- | ------------ | ---------------- | ---------------- | ---------------- | ---------------- | -------------------------- | -------------------------- | -------------------------- | ---------------------- | ---------------------- | ---------------------- | ------------------------------------------------------- | ------------------------------------------------------- | ------------------------------------------------------- | ------------- | ---- |
| Laura Heredia | vrouwen   | halve finale | 17-18            | 4                | 7                | 214              | 2.21,47                    | 15                         | 268                        | 0                      | 1                      | 300                    | 11.25,00                                                | 3                                                       | 615                                                     | 1397          | 2 Q  |
| Laura Heredia | vrouwen   | finale       | 17-18            | 2                | 10               | 212              | 2.24,14                    | 16                         | 262                        | EL                     | 17                     | 0                      | 10.50,73                                                | 2                                                       | 650                                                     | 1124          | 17   |

### Paardensport

#### Dressuur
| ruiter                                                 | paard             | onderdeel   | Grand Prix | Grand Prix | Grand Prix Special | Grand Prix Special | Grand Prix Freestyle | Grand Prix Freestyle | totaal         | totaal         |
| ruiter                                                 | paard             | onderdeel   | score      | rang       | score              | rang               | technisch            | artistiek            | uitslag        | rang           |
| ------------------------------------------------------ | ----------------- | ----------- | ---------- | ---------- | ------------------ | ------------------ | -------------------- | -------------------- | -------------- | -------------- |
| Borja Carrascosa                                       | Frizzantino FRH   | individueel | 70,832     | 28         |                    |                    | niet geplaatst       | niet geplaatst       | niet geplaatst | niet geplaatst |
| Claudio Castilla                                       | Hi Rico Do Sobral | individueel | 69,829     | 36         | niet geplaatst     | niet geplaatst     | niet geplaatst       | niet geplaatst       |                |                |
| Juan Antonio Jiménez                                   | Euclides Mor      | individueel | 60,031     | 59         | niet geplaatst     | niet geplaatst     | niet geplaatst       | niet geplaatst       |                |                |
| Borja Carrascosa Claudio Castilla Juan Antonio Jiménez | zie hierboven     | team        | 200,683    | 13         | niet geplaatst     | niet geplaatst     |                      |                      |                |                |

In de originele selectie maakte José Daniel Martín met Malagueño LXIII' deel uit van het team. Hij bood zijn paard echter niet aan voor een herkeuring, waardoor hij verplicht werd zich terug te trekken.

#### Eventing
| ruiter                | paard           | onderdeel   | dressuur    | dressuur | cross-country | cross-country | cross-country | springen      | springen      | springen      | springen       | springen       | springen       | totaal         | totaal         |
| ruiter                | paard           | onderdeel   | dressuur    | dressuur | cross-country | cross-country | cross-country | kwalificatie  | kwalificatie  | kwalificatie  | finale         | finale         | finale         | totaal         | totaal         |
| ruiter                | paard           | onderdeel   | strafpunten | rang     | strafpunten   | totaal        | rang          | strafpunten   | totaal        | rang          | strafpunten    | totaal         | rang           | strafpunten    | rang           |
| --------------------- | --------------- | ----------- | ----------- | -------- | ------------- | ------------- | ------------- | ------------- | ------------- | ------------- | -------------- | -------------- | -------------- | -------------- | -------------- |
| Esteban Benitez       | Utrera AA 35 1  | individueel | 39,90       | 58       | 29,00         | 68,90         | 50            | 29,20         | 98,10         | 49            | niet geplaatst | niet geplaatst | niet geplaatst | 98,10          | 49             |
| Carlos Diaz Fernandez | Taraje CP 21.10 | individueel | 30,20       | 24       | 17,60         | 47,80         | 35            | terugtrekking | terugtrekking | terugtrekking | niet geplaatst | niet geplaatst | niet geplaatst | niet geplaatst | niet geplaatst |

#### Jumping
| ruiter                                                        | paard                                | onderdeel   | kwalificatie | kwalificatie | kwalificatie | finale         | finale         | finale         |
| ruiter                                                        | paard                                | onderdeel   | strafpunten  | tijd         | rang         | strafpunten    | tijd           | rang           |
| ------------------------------------------------------------- | ------------------------------------ | ----------- | ------------ | ------------ | ------------ | -------------- | -------------- | -------------- |
| Eduardo Álvarez Aznar                                         | Rockefeller van Pleville Bois Margot | individueel | RET          | RET          | RET          | niet geplaatst | niet geplaatst | niet geplaatst |
| Sergio Álvarez Moya                                           | Puma HS                              | individueel | 13,00        | 79,75        | 60           | niet geplaatst | niet geplaatst | niet geplaatst |
| Ismael García Roque                                           | Tirano                               | individueel | 4,00         | 76,97        | 39           | niet geplaatst | niet geplaatst | niet geplaatst |
| Eduardo Álvarez Aznar Sergio Álvarez Moya Ismael García Roque | zie hierboven                        | team        | 21,00        | 231,90       | 11           | niet geplaatst | niet geplaatst | niet geplaatst |

### Roeien
Mannen
| atleet                         | onderdeel         | series  | series | herkansingen | herkansingen | kwartfinale | kwartfinale | halve finale | halve finale | finale  | finale |
| atleet                         | onderdeel         | tijd    | rang   | tijd         | rang         | tijd        | rang        | tijd         | rang         | tijd    | rang   |
| ------------------------------ | ----------------- | ------- | ------ | ------------ | ------------ | ----------- | ----------- | ------------ | ------------ | ------- | ------ |
| Rodrigo Conde Aleix García     | dubbeltwee        | 6.16,71 | 2 Q    | bye          | bye          | n.v.t.      | n.v.t.      | 6.14,91      | 2 FA         | 6.20,59 | 5      |
| Dennis Carracedo Caetano Horta | lichte dubbeltwee | 6.28,92 | 2 Q    | bye          | bye          | n.v.t.      | n.v.t.      | 6.35,05      | 4 FB         | 6.19,90 | 8      |
| Jaime Canalejo Javier García   | twee-zonder       | 6.32,28 | 1 Q    | bye          | bye          | n.v.t.      | n.v.t.      | 6.36,30      | 3 FA         | 6.29,60 | 5      |

Vrouwen
| atleet               | onderdeel   | series  | series | herkansingen | herkansingen | kwartfinale | kwartfinale | halve finale | halve finale | finale  | finale |
| atleet               | onderdeel   | tijd    | rang   | tijd         | rang         | tijd        | rang        | tijd         | rang         | tijd    | rang   |
| -------------------- | ----------- | ------- | ------ | ------------ | ------------ | ----------- | ----------- | ------------ | ------------ | ------- | ------ |
| Virginia Díaz        | skiff       | 7.37,30 | 2 KF   | bye          | bye          | 7.34,01     | 3 HA/B      | 7.37,52      | 6 FB         | 7.34,61 | 12     |
| Esther Briz Aina Cid | twee-zonder | 7.24,09 | 4 H    | 7.36,98      | 2 Q          | n.v.t.      | n.v.t.      | 7.30,36      | 5 FB         | 7.07,08 | 7      |

Legenda: FA=finale A (medailles); FB=finale B (geen medailles); FC=finale C (geen medailles); FD=finale D (geen medailles); FE=finale E (geen medailles); FF=finale F (geen medailles); HA/B=halve finale A/B; HC/D=halve finale C/D; HE/F=halve finale E/F; KF=kwartfinale; H=herkansing

### Schermen
Mannen
| atleet          | onderdeel | eerste ronde         | tweede ronde         | derde ronde          | kwartfinale          | halve finale         | finale / BM          | finale / BM    |
| atleet          | onderdeel | tegenstander uitslag | tegenstander uitslag | tegenstander uitslag | tegenstander uitslag | tegenstander uitslag | tegenstander uitslag | rang           |
| --------------- | --------- | -------------------- | -------------------- | -------------------- | -------------------- | -------------------- | -------------------- | -------------- |
| Carlos Llavador | floret    | bye                  | Ha T-g W 15 - 13     | Hamza V 12 - 15      | niet geplaatst       | niet geplaatst       | niet geplaatst       | niet geplaatst |

Vrouwen
| atleet                 | onderdeel | eerste ronde         | tweede ronde         | derde ronde          | kwartfinale          | halve finale         | finale / BM          | finale / BM    |
| atleet                 | onderdeel | tegenstander uitslag | tegenstander uitslag | tegenstander uitslag | tegenstander uitslag | tegenstander uitslag | tegenstander uitslag | rang           |
| ---------------------- | --------- | -------------------- | -------------------- | -------------------- | -------------------- | -------------------- | -------------------- | -------------- |
| Lucía Martín-Portugués | sabel     | bye                  | Márton V 8 - 15      | niet geplaatst       | niet geplaatst       | niet geplaatst       | niet geplaatst       | niet geplaatst |

### Schietsport
Mannen
| atleet            | onderdeel | kwalificaties | kwalificaties | finale         | finale         |
| atleet            | onderdeel | punten        | rang          | punten         | rang           |
| ----------------- | --------- | ------------- | ------------- | -------------- | -------------- |
| Alberto Fernández | trap      | 121           | 14            | niet geplaatst | niet geplaatst |
| Andrés García     | trap      | 118           | 22            | niet geplaatst | niet geplaatst |

Vrouwen
| atlete        | onderdeel | kwalificaties | kwalificaties | finale | finale |
| atlete        | onderdeel | punten        | rang          | punten | rang   |
| ------------- | --------- | ------------- | ------------- | ------ | ------ |
| Fátima Gálvez | trap      | 122           | 2 Q           | 23     | 5      |
| Mar Molné     | trap      | 123           | 1 Q           | 27     | 4      |

### Schoonspringen
Mannen
| atleet                       | onderdeel               | series | series | halve finale | halve finale | finale | finale |
| atleet                       | onderdeel               | punten | rang   | punten       | rang         | punten | rang   |
| ---------------------------- | ----------------------- | ------ | ------ | ------------ | ------------ | ------ | ------ |
| Adrián Abadía Nicolás García | 3 meter plank synchroon | n.v.t. | n.v.t. | n.v.t.       | n.v.t.       | 361,62 | 6      |

Vrouwen
| atlete           | onderdeel  | series | series | halve finale | halve finale | finale         | finale         |
| atlete           | onderdeel  | punten | rang   | punten       | rang         | punten         | rang           |
| ---------------- | ---------- | ------ | ------ | ------------ | ------------ | -------------- | -------------- |
| Valeria Antolino | 3 m plank  | 297,70 | 7 Q    | 284,25       | 10 Q         | 292,95         | 8              |
| Ana Carvajal     | 10 m toren | 285,60 | 12 Q   | 276,90       | 14           | niet geplaatst | niet geplaatst |

### Skateboarden
Mannen
| atleet             | onderdeel | kwalificaties | kwalificaties | finale         | finale         |
| atleet             | onderdeel | punten        | rang          | punten         | rang           |
| ------------------ | --------- | ------------- | ------------- | -------------- | -------------- |
| Alain Kortabitarte | park      | 75,46         | 19            | niet geplaatst | niet geplaatst |
| Danny León         | park      | 56,25         | 20            | niet geplaatst | niet geplaatst |

Vrouwen
| atleet          | onderdeel | kwalificaties | kwalificaties | finale         | finale         |
| atleet          | onderdeel | punten        | rang          | punten         | rang           |
| --------------- | --------- | ------------- | ------------- | -------------- | -------------- |
| Julia Benedetti | park      | 70,27         | 17            | niet geplaatst | niet geplaatst |
| Naia Laso       | park      | 82,49         | 7 Q           | 86,28          | 7              |
| Natalia Muñoz   | street    | 214,70        | 14            | niet geplaatst | niet geplaatst |
| Daniela Terol   | street    | 220,38        | 13            | niet geplaatst | niet geplaatst |

### Surfen
| Atleet          | Onderdeel | Ronde 1 | Ronde 1 | Ronde 2                | Ronde 3               | Kwartfinale               | Halve finale         | Finale / BM          | Finale / BM    |
| Atleet          | Onderdeel | Score   | Rang    | Tegenstander Uitslag   | Tegenstander Uitslag  | Tegenstander Uitslag      | Tegenstander Uitslag | Tegenstander Uitslag | Rang           |
| --------------- | --------- | ------- | ------- | ---------------------- | --------------------- | ------------------------- | -------------------- | -------------------- | -------------- |
| Andy Criere     | mannen    | 12,00   | 3 R2    | Cleland V 4,43 - 15,17 | niet geplaatst        | niet geplaatst            | niet geplaatst       | niet geplaatst       | niet geplaatst |
| Nadia Erostarbe | vrouwen   | 18,83   | 1 R3    | bye                    | Matsuda W 8,34 - 5,84 | Weston-Webb V 6,34 - 8,10 | niet geplaatst       | niet geplaatst       | niet geplaatst |
| Janire González | vrouwen   | 2,43    | 3 R2    | Lelior V 2,80 - 11,00  | niet geplaatst        | niet geplaatst            | niet geplaatst       | niet geplaatst       | niet geplaatst |

### Synchroonzwemmen
| atlete | onderdeel | technische routine | technische routine | vrije routine | vrije routine | acrobatische routine | acrobatische routine | totaal   | totaal |
| atlete | onderdeel | punten             | rang               | punten        | rang          | punten               | rang                 | punten   | rang   |
| --- | --------- | ------------------ | ------------------ | ------------- | ------------- | -------------------- | -------------------- | -------- | ------ |
| Alisa Ozhogina Iris Tió                                                                                            | duet      | 254,0816           | 7                  | 267,4021      | 8             | n.v.t.               | n.v.t.               | 521,4838 | 7      |
| Meritxell Ferré Marina García Polo Lilou Lluis Meritxell Mas Alisa Ozhogina Paula Ramírez Iris Tió Blanca Toledano | team      | 287,1475           | 2                  | 346,4644      | 4             | 267,1200             | 4                    | 900,7319 | Brons  |

### Taekwondo
Mannen
| atleet         | onderdeel | kwalificatie         | eerste ronde                    | kwartfinale                         | halve finale                | herkansing                  | finale / BM                    | finale / BM |
| atleet         | onderdeel | tegenstander uitslag | tegenstander uitslag            | tegenstander uitslag                | tegenstander uitslag        | tegenstander uitslag        | tegenstander uitslag           | rang        |
| -------------- | --------- | -------------------- | ------------------------------- | ----------------------------------- | --------------------------- | --------------------------- | ------------------------------ | ----------- |
| Adrián Vicente | -58 kg    | bye                  | Yaser Ismail W 2 - 0 (8-3, 9-7) | Magomedov V 0 - 2 (5-11, 11-13)     | niet geplaatst              | Woolley W 2 - 0 (10-9, 2-2) | Jendoubi V 0 - 2 (3-11, 1-12)  | 5           |
| Javier Pérez   | -68 kg    | bye                  | Tubtimdang W 2 - 0 (7-1, 2-2)   | Alaphilippe W 2 - 1 (2-1, 4-5, 4-2) | Rashitov V 0 - 2 (3-7, 3-3) | bye                         | Pontes V 1 - 2 (3-3, 6-4, 3-4) | 5           |

Vrouwen
| atleet         | onderdeel | kwalificatie         | eerste ronde                    | kwartfinale                   | halve finale         | herkansing           | finale / BM          | finale / BM |
| atleet         | onderdeel | tegenstander uitslag | tegenstander uitslag            | tegenstander uitslag          | tegenstander uitslag | tegenstander uitslag | tegenstander uitslag | rang        |
| -------------- | --------- | -------------------- | ------------------------------- | ----------------------------- | -------------------- | -------------------- | -------------------- | ----------- |
| Adriana Cerezo | -49 kg    | bye                  | Grippoli W 2 - 0 (11-4, 7-0)    | Nematzadeh V 0 - 2 (0-2, 2-7) | niet geplaatst       | niet geplaatst       | niet geplaatst       | 9           |
| Cecilia Castro | -67 kg    | n.v.t.               | Shehata V 1 - 2 (1-0, 0-2, 1-4) | niet geplaatst                | niet geplaatst       | niet geplaatst       | niet geplaatst       | 9           |

### Tafeltennis
Mannen
| atleet        | onderdeel | voorronde            | eerste ronde         | tweede ronde         | derde ronde          | kwartfinale          | halve finale         | finale / BM          | finale / BM   |
| atleet        | onderdeel | tegenstander uitslag | tegenstander uitslag | tegenstander uitslag | tegenstander uitslag | tegenstander uitslag | tegenstander uitslag | tegenstander uitslag | rang          |
| ------------- | --------- | -------------------- | -------------------- | -------------------- | -------------------- | -------------------- | -------------------- | -------------------- | ------------- |
| Álvaro Robles | enkelspel | bye                  | Habesohn W 4 - 2     | Calderano V 2 - 4    | niet gespeeld        | niet gespeeld        | niet gespeeld        | niet gespeeld        | niet gespeeld |

Vrouwen
| atleet     | onderdeel | voorronde            | eerste ronde         | tweede ronde         | derde ronde          | kwartfinale          | halve finale         | finale / BM          | finale / BM    |
| atleet     | onderdeel | tegenstander uitslag | tegenstander uitslag | tegenstander uitslag | tegenstander uitslag | tegenstander uitslag | tegenstander uitslag | tegenstander uitslag | rang           |
| ---------- | --------- | -------------------- | -------------------- | -------------------- | -------------------- | -------------------- | -------------------- | -------------------- | -------------- |
| María Xiao | enkelspel | bye                  | Meshref V 1 - 4      | niet geplaatst       | niet geplaatst       | niet geplaatst       | niet geplaatst       | niet geplaatst       | niet geplaatst |

Gemengd
| atleet                   | onderdeel  | eerste ronde              | kwartfinale          | halve finale         | finale / BM          | finale / BM    |
| atleet                   | onderdeel  | tegenstander uitslag      | tegenstander uitslag | tegenstander uitslag | tegenstander uitslag | rang           |
| ------------------------ | ---------- | ------------------------- | -------------------- | -------------------- | -------------------- | -------------- |
| Álvaro Robles María Xiao | dubbelspel | Ishiy - Takahashi W 4 - 2 | Wong C-t V 2 - 4     | niet geplaatst       | niet geplaatst       | niet geplaatst |

### Tennis
Mannen
| atleet                          | onderdeel  | eerste ronde              | tweede ronde                                | derde ronde                                  | kwartfinale           | halve finale               | finale / BM                   | finale / BM    |
| atleet                          | onderdeel  | tegenstander uitslag      | tegenstander uitslag                        | tegenstander uitslag                         | tegenstander uitslag  | tegenstander uitslag       | tegenstander uitslag          | rang           |
| ------------------------------- | ---------- | ------------------------- | ------------------------------------------- | -------------------------------------------- | --------------------- | -------------------------- | ----------------------------- | -------------- |
| Carlos Alcaraz                  | enkelspel  | Habib W 6-3, 6-1          | Griekspoor W 6-1, 7-6[7-3]                  | AIN Safiullin W 6-4, 6-2                     | Paul W 6-3, 7-6[9-7]  | Auger-Aliassime W 6-1, 6-1 | Djokovic V 6-7[3-7], 6-7[2-7] | Zilver         |
| Pedro Martínez                  | enkelspel  | Vanassori                 | niet geplaatst                              | niet geplaatst                               | niet geplaatst        | niet geplaatst             | niet geplaatst                | niet geplaatst |
| Jaume Munar                     | enkelspel  | Zverev V 2-6, 2-6         | niet geplaatst                              | niet geplaatst                               | niet geplaatst        | niet geplaatst             | niet geplaatst                | niet geplaatst |
| Rafael Nadal                    | enkelspel  | Fucsovics W 6-1, 4-6, 6-4 | Djokovic V 1-6, 4-6                         | niet geplaatst                               | niet geplaatst        | niet geplaatst             | niet geplaatst                | niet geplaatst |
| Carlos Alcaraz Rafael Nadal     | dubbelspel | n.v.t.                    | González - Molteni W 7-6[7-4], 6-4          | Griekspoor - Koolhof W 6-4, 6-7[2-7], [10-2] | Krajicek V 2-6, 4 - 6 | niet geplaatst             | niet geplaatst                | niet geplaatst |
| Pablo Carreño Marcel Granollers | dubbelspel | n.v.t.                    | Bolelli - Vavassori W 2-6, 7-6[7-5], [10-7] | Ebden - Peers V 2-6, 5-7                     | niet geplaatst        | niet geplaatst             | niet geplaatst                | niet geplaatst |

Vrouwen
| atlete                       | onderdeel  | eerste ronde                    | tweede ronde                       | derde ronde                  | kwartfinale                                  | halve finale                       | finale / BM                  | finale / BM    |
| atlete                       | onderdeel  | tegenstander uitslag            | tegenstander uitslag               | tegenstander uitslag         | tegenstander uitslag                         | tegenstander uitslag               | tegenstander uitslag         | rang           |
| ---------------------------- | ---------- | ------------------------------- | ---------------------------------- | ---------------------------- | -------------------------------------------- | ---------------------------------- | ---------------------------- | -------------- |
| Cristina Bucșa               | enkelspel  | Martić W 6-4, 6-3               | Fernandez V 6-7[4-7], 3-6          | niet geplaatst               | niet geplaatst                               | niet geplaatst                     | niet geplaatst               | niet geplaatst |
| Sara Sorribes                | enkelspel  | Krejčíková V 6-4, 0-6, 6-7[2-7] | niet geplaatst                     | niet geplaatst               | niet geplaatst                               | niet geplaatst                     | niet geplaatst               | niet geplaatst |
| Cristina Bucșa Sara Sorribes | dubbelspel | n.v.t.                          | Bronzetti - Cocciaretto W 6-1, 6-2 | Carlé - Podoroska W 6-3, 6-4 | L. Kichnok - N. Kichenok W 6-3, 2-6, [12-10] | AIN Andreeva - Shnaider V 1-6, 2-6 | Muchová - Nosková W 6-2, 6-2 | Brons          |

Gemengd
| atleten                         | onderdeel  | eerste ronde                   | kwartfinale          | halve finale         | finale / BM          | finale / BM    |
| atleten                         | onderdeel  | tegenstander uitslag           | tegenstander uitslag | tegenstander uitslag | tegenstander uitslag | rang           |
| ------------------------------- | ---------- | ------------------------------ | -------------------- | -------------------- | -------------------- | -------------- |
| Marcel Granollers Sara Sorribes | dubbelspel | Ebden - Ellen Perez V 3-6, 4-6 | niet geplaatst       | niet geplaatst       | niet geplaatst       | niet geplaatst |

### Triatlon
Individueel
| Atleet           | Evenement | Zwemmen(1.5 km) | Rang 1 | Fietsen (40 km) | Rang 2 | Lopen(10 km) | Totaal Tijd | Ranking |
| ---------------- | --------- | --------------- | ------ | --------------- | ------ | ------------ | ----------- | ------- |
| Alberto González | Mannen    | 20.23           | 6      | 52.15           | 13     | 30.36        | 1.44.22     | 8       |
| Roberto Sánchez  | Mannen    | 23.02           | 48     | 54.28           | 45     | 30.45        | 1.49.29     | 36      |
| Antonio Serrat   | Mannen    | 22.03           | 40     | 53.57           | 38     | 31.26        | 1.48.42     | 32      |
| Miriam Casillas  | Vrouwen   | 26.03           | 48     | 59.14           | 38     | 35.04        | 2.01.46     | 21      |
| Anna Godoy       | Vrouwen   | 23.23           | 17     | 58.17           | 13     | 34.57        | 1.58.13     | 17      |

Gemengd
| Atleet           | Evenement   | Zwemmen (300 m) | Rang 1 | Fietsen (7 km) | Rang 2 | Lopen (2 km) | Rang 3 | Totaal Groeps tijd | Ranking |
| ---------------- | ----------- | --------------- | ------ | -------------- | ------ | ------------ | ------ | ------------------ | ------- |
| Alberto González | Mixed relay | 4.03            | 1      | 9.44           | 3      | 5.02         | 9      | 20.18              | n.v.t.  |
| Anna Godoy       | Mixed relay | 5.02            | 7      | 10.30          | 2      | 5.39         | 4      | 22.42              | n.v.t.  |
| Antonio Serrat   | Mixed relay | 4.35            | 7      | 9.41           | 9      | 5.02         | 8      | 20.45              | n.v.t.  |
| Miriam Casillas  | Mixed relay | 5.25            | 7      | 10.25          | 7      | 6.19         | 9      | 23.45              | n.v.t.  |
| Totaal           | Mixed relay | n.v.t.          | n.v.t. | n.v.t.         | n.v.t. | n.v.t.       | n.v.t. | 1.27.30            | 9       |

### Voetbal

#### Mannen
| Atleten | Discipline | Resultaat | Prestatie |
| --- | ---------- | --------- | --------- |
| Álex Baena Pablo Barrios Adrián Bernabé Pau Cubarsí Eric García Joan García Sergio Gómez Miguel Gutiérrez Diego López Fermín López Juan Miranda Samu Omorodion Aimar Oroz Jon Pacheco Marc Pubill Abel Ruiz Arnau Tenas Beñat Turrientes | mannen     | 1 [ 8 ]   | zie onder |

| Groep C |                        |             |             |             |             |            |            |            |        |
| #       | Land                   | Wedstrijden | Wedstrijden | Wedstrijden | Wedstrijden | Doelpunten | Doelpunten | Doelpunten | Punten |
| #       | Land                   | G           | W           | G           | V           | V          | T          | Saldo      | Punten |
| 1       | Egypte                 | 3           | 2           | 1           | 0           | 3          | 1          | +2         | 7      |
| 2       | Spanje                 | 3           | 2           | 0           | 1           | 6          | 4          | +2         | 6      |
| 3       | Dominicaanse Republiek | 3           | 0           | 2           | 1           | 2          | 4          | -2         | 2      |
| 4       | Oezbekistan            | 3           | 0           | 1           | 2           | 2          | 4          | -2         | 1      |

| groepsfase   |                 |                        |           |        |        |  |  |
| 24 juli 2024 | 15:00           | Oezbekistan            | 1 - 2     | Spanje |        |  |  |
| 27 juli 2024 | 15:00           | Dominicaanse Republiek | 1 - 3     | Spanje |        |  |  |
| 30 juli 2024 | 15:00           | Spanje                 | 2 - 1     | Egypte |        |  |  |
|              |                 |                        |           |        |        |  |  |
| kwartfinale  | 2 augustus 2024 | 17:00                  | Japan     | 0 - 3  | Spanje |  |  |
|              |                 |                        |           |        |        |  |  |
| halve finale | 5 augustus 2024 | 18:00                  | Marokko   | 1 - 2  | Spanje |  |  |
|              |                 |                        |           |        |        |  |  |
| finale       | 9 augustus 2024 | 18:00                  | Frankrijk | 3 - 5  | Spanje |  |  |

#### Vrouwen
Het Spaanse damesvoetbalteam kwalificeerde zich voor de Olympische Spelen door zich te plaatsen voor de finale van de UEFA Women's Nations League 2023/24.
| Atleten | Discipline | Resultaat | Prestatie |
| --- | ---------- | --------- | --------- |
| Teresa Abelleira Laia Aleixandri Ona Batlle Aitana Bonmatí Mariona Caldentey Olga Carmona Laia Codina Cata Coll Athenea del Castillo Lucía García Patricia Guijarro Jennifer Hermoso Oihane Hernández Eva Navarro Salma Paralluelo Irene Paredes Alexia Putellas Misa Rodríguez | vrouwen    | 4         | zie onder |

| Groep C |          |             |             |             |             |            |            |            |        |
| #       | Land     | Wedstrijden | Wedstrijden | Wedstrijden | Wedstrijden | Doelpunten | Doelpunten | Doelpunten | Punten |
| #       | Land     | G           | W           | G           | V           | V          | T          | Saldo      | Punten |
| 1       | Spanje   | 3           | 3           | 0           | 0           | 5          | 1          | +4         | 9      |
| 2       | Japan    | 3           | 2           | 0           | 1           | 1          | 6          | -5         | 6      |
| 3       | Brazilië | 3           | 1           | 0           | 2           | 2          | 4          | -2         | 3      |
| 4       | Nigeria  | 3           | 0           | 0           | 3           | 1          | 5          | -4         | 0      |

| groepsfase   |                 |          |          |                       |           |  |  |
| 25 juli 2024 | 17:00           | Spanje   | 2 - 1    | Japan                 |           |  |  |
| 28 juli 2024 | 19:00           | Spanje   | 1 - 0    | Nigeria               |           |  |  |
| 31 juli 2024 | 17:00           | Brazilië | 0 - 2    | Spanje                |           |  |  |
|              |                 |          |          |                       |           |  |  |
| kwartfinale  | 3 augustus 2024 | 17:00    | Spanje   | 2 - 2 Penalties 4 - 2 | Colombia  |  |  |
|              |                 |          |          |                       |           |  |  |
| halve finale | 6 augustus 2024 | 21:00    | Brazilië | 4 - 2                 | Spanje    |  |  |
|              |                 |          |          |                       |           |  |  |
| finale       | 9 augustus 2024 | 15:00    | Spanje   | 0 - 1                 | Duitsland |  |  |

### Volleybal

#### Beachvolleybal
| atleten                       | onderdeel | eerste ronde                              | eerste ronde                             | eerste ronde                          | eerste ronde | tussenronde          | achtste finale                      | kwartfinale                               | halve finale         | finale / BM          | finale / BM |
| atleten                       | onderdeel | tegenstander uitslag                      | tegenstander uitslag                     | tegenstander uitslag                  | stand        | tegenstander uitslag | tegenstander uitslag                | tegenstander uitslag                      | tegenstander uitslag | tegenstander uitslag | rang        |
| ----------------------------- | --------- | ----------------------------------------- | ---------------------------------------- | ------------------------------------- | ------------ | -------------------- | ----------------------------------- | ----------------------------------------- | -------------------- | -------------------- | ----------- |
| Adrián Gavira Pablo Herrera   | mannen    | Boermans - de Groot V 15-21, 15-21        | Krou - Gauthier-Rat W 23-21, 21-23, 15-8 | Evans - Budinger W 21-18, 21-11       | 2 Q          | bye                  | Bryl - Łosiak W 23-21, 21-18        | Mol - Sørum V 16-21, 17-21                | niet geplaatst       | niet geplaatst       | 5           |
| Daniela Álvarez Tania Moreno  | vrouwen   | Brunner - Hüberli V 12-21, 19-21          | Placette - Richard W 21-12, 21-15        | Ludwig - Lippmann W 21-16, 21-19      | 2 Q          | bye                  | Schoon - Stam W 18-21, 21-19, 15-13 | Humana-Paredes - Wilkerson V 18-21, 18-21 | niet geplaatst       | niet geplaatst       | 5           |
| Liliana Fernández Paula Soria | vrouwen   | Gottardi - Menegatti W 24-22, 9-21, 16-14 | Ramos - Lisboa V 12-21, 13-21            | Abdelhady - Elghobashy W 21-18, 21-14 | 2 Q          | bye                  | Brunner - Hüberli V 21-23, 16-21    | niet geplaatst                            | niet geplaatst       | niet geplaatst       | 9           |

### Waterpolo

#### Mannen
| Waterpoloër(s) | Onderdeel | Resultaat |
| --- | --------- | --------- |
| Unai Aguirre Unai Biel Alejandro Bustos Sergi Cabanas Miguel de Toro Martin Faměra Álvaro Granados Marc Larumbe Eduardo Lorrio Alberto Munárriz Felipe Perrone Bernat Sanahuja Roger Tahull | Mannen    | 6         |

| Pos | Team          | Wed | W | WNS | VNS | V | GV | GT | GS  | Ptn | Kwalificatie |
| --- | ------------- | --- | - | --- | --- | - | -- | -- | --- | --- | ------------ |
| 1   | Spanje        | 5   | 5 | 0   | 0   | 0 | 67 | 39 | +28 | 15  | Kwartfinales |
| 2   | Australië     | 5   | 3 | 0   | 0   | 2 | 44 | 42 | +2  | 9   | Kwartfinales |
| 3   | Hongarije     | 5   | 3 | 0   | 0   | 2 | 62 | 54 | +8  | 9   | Kwartfinales |
| 4   | Servië        | 5   | 2 | 0   | 0   | 3 | 58 | 63 | −5  | 6   | Kwartfinales |
| 5   | Frankrijk (G) | 5   | 1 | 0   | 0   | 4 | 50 | 60 | −10 | 3   |              |
| 6   | Japan         | 5   | 1 | 0   | 0   | 4 | 60 | 83 | −23 | 3   |              |

| Groepsfase            |                  |           |             |           |        |  |  |
| 28 juli 2024          | 10:30            | Australië | 5 - 9       | Spanje    |        |  |  |
| 30 juli 2024          | 21:05            | Spanje    | 10 - 7      | Hongarije |        |  |  |
| 1 augustus 2024       | 12:05            | Servië    | 11 - 15     | Spanje    |        |  |  |
| 3 augustus 2024       | 10:30            | Spanje    | 23 - 8      | Japan     |        |  |  |
| 5 augustus 2024       | 20:05            | Frankrijk | 8 - 10      | Spanje    |        |  |  |
|                       |                  |           |             |           |        |  |  |
| Kwartfinale           | 7 augustus 2024  | 14:00     | Kroatië     | 10 - 8    | Spanje |  |  |
|                       |                  |           |             |           |        |  |  |
| Plaatsing 5 - 8       | 9 augustus 2024  | 13:00     | Italië      | 9 - 11    | Spanje |  |  |
|                       |                  |           |             |           |        |  |  |
| Wedstrijd om plaats 5 | 11 augustus 2024 | 09:00     | Griekenland | 15 - 13   | Spanje |  |  |

#### Vrouwen
| Waterpoloster(s) | Onderdeel | Resultaat |
| --- | --------- | --------- |
| Paula Camus Paula Crespí Anni Espar Laura Ester Judith Forca Maica García Godoy Paula Leitón Beatriz Ortiz Pili Peña Nona Pérez Isabel Piralkova Elena Ruiz Martina Terré | Vrouwen   | Goud      |

| Pos | Team             | Wed | W | WNS | VNS | V | GV | GT | GS  | Ptn | Kwalificatie |
| --- | ---------------- | --- | - | --- | --- | - | -- | -- | --- | --- | ------------ |
| 1   | Spanje           | 4   | 4 | 0   | 0   | 0 | 51 | 36 | +15 | 12  | Kwartfinales |
| 2   | Verenigde Staten | 4   | 3 | 0   | 0   | 1 | 53 | 27 | +26 | 9   | Kwartfinales |
| 3   | Italië           | 4   | 1 | 0   | 0   | 3 | 34 | 40 | −6  | 3   | Kwartfinales |
| 4   | Griekenland      | 4   | 1 | 0   | 0   | 3 | 33 | 41 | −8  | 3   | Kwartfinales |
| 5   | Frankrijk (G)    | 4   | 1 | 0   | 0   | 3 | 24 | 51 | −27 | 3   |              |

| Groepsfase      |                  |                  |           |             |        |  |  |
| 27 juli 2024    | 18:30            | Spanje           | 15 - 6    | Frankrijk   |        |  |  |
| 29 juli 2024    | 15:35            | Verenigde Staten | 11 - 13   | Spanje      |        |  |  |
| 31 juli 2024    | 20:05            | Spanje           | 10 - 8    | Griekenland |        |  |  |
| 4 augustus 2024 | 15:35            | Italië           | 11 - 13   | Spanje      |        |  |  |
|                 |                  |                  |           |             |        |  |  |
| Kwartfinale     | 6 augustus 2024  | 14:00            | Canada    | 8 - 18      | Spanje |  |  |
|                 |                  |                  |           |             |        |  |  |
| Halve finale    | 8 augustus 2024  | 14:35            | Nederland | 18 - 19     | Spanje |  |  |
|                 |                  |                  |           |             |        |  |  |
| Finale          | 10 augustus 2024 | 15:35            | Australië | 9 - 11      | Spanje |  |  |

### Wielersport

#### Baanwielrennen
Koppelkoers
| atleet                       | onderdeel            | punten | rondes | rang |
| ---------------------------- | -------------------- | ------ | ------ | ---- |
| Sebastián Mora Albert Torres | koppelkoers (mannen) | 15     | -20    | 8    |

Omnium
| atleet        | onderdeel       | scratchrace | scratchrace | temporace | temporace | afvalrace | afvalrace | puntenrace | puntenrace | totaal punten | rang |
| atleet        | onderdeel       | rang        | punten      | rang      | punten    | rang      | punten    | rang       | punten     | totaal punten | rang |
| ------------- | --------------- | ----------- | ----------- | --------- | --------- | --------- | --------- | ---------- | ---------- | ------------- | ---- |
| Albert Torres | omnium (mannen) | 8           | 26          | 7         | 28        | 13        | 16        | 3          | 57         | 127           | 4    |

#### Mountainbiken
Mannen
| atleet        | onderdeel    | tijd    | rang |
| ------------- | ------------ | ------- | ---- |
| Jofre Cullell | mountainbike | 1.32.13 | 24   |
| David Valero  | mountainbike | 1.28.49 | 10   |

#### Wegwielrennen
Mannen
| atleet        | onderdeel    | tijd     | rang |
| ------------- | ------------ | -------- | ---- |
| Alex Aranburu | wegwedstrijd | 6.21.47  | 18   |
| Juan Ayuso    | wegwedstrijd | 6.21.54  | 22   |
| Oier Lazkano  | wegwedstrijd | 6.23.16  | 35   |
| Oier Lazkano  | tijdrit      | 39.08,86 | 26   |

Vrouwen
| atleet        | onderdeel    | tijd     | rang |
| ------------- | ------------ | -------- | ---- |
| Mavi García   | wegwedstrijd | 4.00.46  | 6    |
| Mireia Benito | wegwedstrijd | 4.10.20  | 63   |
| Mireia Benito | tijdrit      | 43.48,10 | 22   |

### Zeilen
Mannen
| atleet           | onderdeel | voorrondes | voorrondes | voorrondes | voorrondes | voorrondes | voorrondes | voorrondes | voorrondes | voorrondes | voorrondes | voorrondes | voorrondes | voorrondes | voorrondes  | voorrondes  | voorrondes  | voorrondes  | voorrondes  | voorrondes  | voorrondes  | voorrondes | voorrondes | kwartfinale    | halve finale   | finale         |
| atleet           | onderdeel | 1          | 2          | 3          | 4          | 5          | 6          | 7          | 8          | 9          | 10         | 11         | 12         | 13         | 14          | 15          | 16          | 17          | 18          | 19          | 20          | totaal     | rang       | kwartfinale    | halve finale   | finale         |
| ---------------- | --------- | ---------- | ---------- | ---------- | ---------- | ---------- | ---------- | ---------- | ---------- | ---------- | ---------- | ---------- | ---------- | ---------- | ----------- | ----------- | ----------- | ----------- | ----------- | ----------- | ----------- | ---------- | ---------- | -------------- | -------------- | -------------- |
| Ignacio Baltasar | IQFoil    | 15         | 5          | 13         | 10         | 17         | 11         | 25         | 4          | 8          | 12         | 25         | 5          | 3          | geannuleerd | geannuleerd | geannuleerd | geannuleerd | geannuleerd | geannuleerd | geannuleerd | 103        | 11         | niet geplaatst | niet geplaatst | niet geplaatst |

| atleet                      | onderdeel | race | race | race | race | race | race | race | race | race        | race        | race   | race   | race           | netto punten | eindnotering |
| atleet                      | onderdeel | 1    | 2    | 3    | 4    | 5    | 6    | 7    | 8    | 9           | 10          | 11     | 12     | M              | netto punten | eindnotering |
| --------------------------- | --------- | ---- | ---- | ---- | ---- | ---- | ---- | ---- | ---- | ----------- | ----------- | ------ | ------ | -------------- | ------------ | ------------ |
| Diego Botín Florián Trittel | 49er      | 16   | 6    | 4    | 5    | 11   | 2    | 3    | 2    | 2           | 15          | 12     | 6      | 1              | 70           | Goud         |
| Joaquín Blanco              | ILCA 7    | 14   | 35   | 12   | 20   | 25   | 10,2 | 44   | 5    | geannuleerd | geannuleerd | n.v.t. | n.v.t. | niet geplaatst | 121,2        | 21           |

Vrouwen
| atlete(s)      | onderdeel    | voorrondes | voorrondes | voorrondes | voorrondes | voorrondes | voorrondes | voorrondes  | voorrondes  | voorrondes  | voorrondes  | voorrondes  | voorrondes  | voorrondes  | voorrondes  | voorrondes  | voorrondes  | voorrondes  | voorrondes  | voorrondes  | voorrondes  | voorrondes | voorrondes | kwartfinale    | halve finale(s) | halve finale(s) | halve finale(s) | halve finale(s) | halve finale(s) | halve finale(s) | finales(s)     | finales(s)     | finales(s)     | finales(s)     | finales(s)     | finales(s)     | rang           |    |
| atlete(s)      | onderdeel    | 1          | 2          | 3          | 4          | 5          | 6          | 7           | 8           | 9           | 10          | 11          | 12          | 13          | 14          | 15          | 16          | 17          | 18          | 19          | 20          | totaal     | rang       | kwartfinale    | 1               | 2               | 3               | 4               | 5               | 6               | 1              | 2              | 3              | 4              | 5              | 6              | rang           |    |
| -------------- | ------------ | ---------- | ---------- | ---------- | ---------- | ---------- | ---------- | ----------- | ----------- | ----------- | ----------- | ----------- | ----------- | ----------- | ----------- | ----------- | ----------- | ----------- | ----------- | ----------- | ----------- | ---------- | ---------- | -------------- | --------------- | --------------- | --------------- | --------------- | --------------- | --------------- | -------------- | -------------- | -------------- | -------------- | -------------- | -------------- | -------------- | -- |
| Gisela Pulido  | Formula Kite | 11         | 11         | 6          | 12         | 10         | 10         | geannuleerd | geannuleerd | geannuleerd | geannuleerd | geannuleerd | geannuleerd | geannuleerd | geannuleerd | geannuleerd | geannuleerd | n.v.t.      | n.v.t.      | n.v.t.      | n.v.t.      | 48         | 12         | n.v.t.         | niet geplaatst  | niet geplaatst  | niet geplaatst  | niet geplaatst  | niet geplaatst  | niet geplaatst  | niet geplaatst | niet geplaatst | niet geplaatst | niet geplaatst | niet geplaatst | niet geplaatst | 11             |    |
| Pilar Lamadrid | IQFoil       | 25         | 1          | 24         | 14         | 12         | 14         | 20          | 19          | 7           | 2           | 11          | 13          | 4           | 23          | geannuleerd | geannuleerd | geannuleerd | geannuleerd | geannuleerd | geannuleerd | 140        | 15         | niet geplaatst | niet geplaatst  | niet geplaatst  | niet geplaatst  | niet geplaatst  | niet geplaatst  | niet geplaatst  | niet geplaatst | niet geplaatst | niet geplaatst | niet geplaatst | niet geplaatst | niet geplaatst | niet geplaatst | 15 |

| atlete                         | onderdeel | race | race | race | race | race | race | race | race | race | race        | race   | race   | race           | netto punten | eindnotering |
| atlete                         | onderdeel | 1    | 2    | 3    | 4    | 5    | 6    | 7    | 8    | 9    | 10          | 11     | 12     | M              | netto punten | eindnotering |
| ------------------------------ | --------- | ---- | ---- | ---- | ---- | ---- | ---- | ---- | ---- | ---- | ----------- | ------ | ------ | -------------- | ------------ | ------------ |
| Támara Echegoyen Paula Barceló | 49erFX    | 19   | 15   | 14   | 12   | 4    | 17   | 13   | 7    | 4    | 16          | 11     | 1      | niet geplaatst | 114          | 12           |
| Ana Moncada                    | ILCA 6    | 30   | 39   | 1    | 24   | 29   | 36   | 44   | 23   | 9    | geannuleerd | n.v.t. | n.v.t. | niet geplaatst | 191          | 29           |

Gemengd
| atlete                     | onderdeel | race | race | race | race | race | race | race | race | race        | race        | race   | race   | race           | netto punten | eindnotering |
| atlete                     | onderdeel | 1    | 2    | 3    | 4    | 5    | 6    | 7    | 8    | 9           | 10          | 11     | 12     | M              | netto punten | eindnotering |
| -------------------------- | --------- | ---- | ---- | ---- | ---- | ---- | ---- | ---- | ---- | ----------- | ----------- | ------ | ------ | -------------- | ------------ | ------------ |
| Jordi Xammar Nora Brugman  | 470       | 5    | 6    | 5    | 3    | 6    | 3    | 3    | 6    | geannuleerd | geannuleerd | n.v.t. | n.v.t. | 9              | 49           | 4            |
| Tara Pacheco Andrés Barrio | nacra 17  | 12   | 8    | 1    | 9    | 15   | 12   | 8    | 9    | 17          | 20          | 16     | 6      | niet geplaatst | 113          | 11           |

### Zwemmen
Mannen
| Atleet                                                  | Onderdeel              | Series     | Series | Halve finale   | Halve finale   | Finale         | Finale         |
| Atleet                                                  | Onderdeel              | Tijd       | Rang   | Tijd           | Rang           | Tijd           | Rang           |
| ------------------------------------------------------- | ---------------------- | ---------- | ------ | -------------- | -------------- | -------------- | -------------- |
| Sergio de Celis                                         | 100 m vrije slag       | 48,49      | 19     | niet geplaatst | niet geplaatst | niet geplaatst | niet geplaatst |
| Carlos Garach                                           | 800 m vrije slag       | 7.50,07    | 18     | n.v.t.         | n.v.t.         | niet geplaatst | niet geplaatst |
| Carlos Garach                                           | 1500 m vrije slag      | 15.20,84   | 22     | n.v.t.         | n.v.t.         | niet geplaatst | niet geplaatst |
| Carlos Garach                                           | 10 km openwaterzwemmen | n.v.t.     | n.v.t. | n.v.t.         | n.v.t.         | DNF            | DNF            |
| Hugo González                                           | 100 m rugslag          | 53,68      | 14 Q   | 52,95          | 8 Q            | 52,73          | 6              |
| Hugo González                                           | 200 m rugslag          | 1.57,08    | 6 Q    | 1.56,52        | 8 Q            | 1.55,47        | 6              |
| Hugo González                                           | 200 m wisselslag       | DNS        | DNS    | niet geplaatst | niet geplaatst | niet geplaatst | niet geplaatst |
| Mario Mollà                                             | 100 m vlinderslag      | 52,27      | 25     | niet geplaatst | niet geplaatst | niet geplaatst | niet geplaatst |
| Arbidel González                                        | 200 m vlinderslag      | 1.55,86    | 14 Q   | 1.56,26        | 16             | niet geplaatst | niet geplaatst |
| César Castro Sergio de Celis Luís Domínguez Mario Mollà | 4x100 m vrije slag     | 3.13,19 NR | 9      | n.v.t.         | n.v.t.         | niet geplaatst | niet geplaatst |
| César Castro Luís Domínguez Carlos Garach Ferran Julià  | 4x200 m vrije slag     | 7.11,62    | 13     | n.v.t.         | n.v.t.         | niet geplaatst | niet geplaatst |
| Sergio de Celis Carles Coll Hugo González Mario Mollà   | 4x100 m wisselslag     | DSQ        | DSQ    | n.v.t.         | n.v.t.         | niet geplaatst | niet geplaatst |

Vrouwen
| atleet                                                | onderdeel          | series   | series | halve finale   | halve finale   | finale         | finale         |
| atleet                                                | onderdeel          | tijd     | rang   | tijd           | rang           | tijd           | rang           |
| ----------------------------------------------------- | ------------------ | -------- | ------ | -------------- | -------------- | -------------- | -------------- |
| Carmen Weiler                                         | 100 m rugslag      | 59,57 NR | 8 Q    | 59,72          | 9              | niet geplaatst | niet geplaatst |
| Carmen Weiler                                         | 200 m rugslag      | 2.10,09  | 12 Q   | 2.09,99        | 13             | niet geplaatst | niet geplaatst |
| África Zamorano                                       | 200 m rugslag      | 2.10,40  | 15 Q   | 2.10,63        | 14             | niet geplaatst | niet geplaatst |
| Jessica Vall                                          | 100 m schoolslag   | 1.08,78  | 27     | niet geplaatst | niet geplaatst | niet geplaatst | niet geplaatst |
| Jessica Vall                                          | 200 m schoolslag   | 2.24,52  | 9 Q    | 2.26,22        | 16             | niet geplaatst | niet geplaatst |
| Laura Cabanes                                         | 100 m vlinderslag  | 59,40    | 25     | niet geplaatst | niet geplaatst | niet geplaatst | niet geplaatst |
| Laura Cabanes                                         | 200 m vlinderslag  | 2.10,82  | 16 Q   | 2.10,60        | 16             | niet geplaatst | niet geplaatst |
| Emma Carrasco                                         | 200 m wisselslag   | 2.11,54  | 12 Q   | 2.12,25        | 15             | niet geplaatst | niet geplaatst |
| Emma Carrasco                                         | 400 m wisselslag   | 4.43,12  | 12     | n.v.t.         | n.v.t.         | niet geplaatst | niet geplaatst |
| Ainhoa Campabadal María Daza Alba Herrero Paula Juste | 4x200 m vrije slag | 8.00,23  | 15     | n.v.t.         | n.v.t.         | niet geplaatst | niet geplaatst |
| María de Valdés                                       | 10km open water    | n.v.t.   | n.v.t. | n.v.t.         | n.v.t.         | 2.07.02,4      | 17             |
| Ángela Martínez                                       | 10km open water    | n.v.t.   | n.v.t. | n.v.t.         | n.v.t.         | 2.06.15,3      | 10             |